# Torneo Apertura 2019 de Segunda División de Costa Rica
El Torneo Apertura 2019 fue la edición 86.ª del campeonato de liga de la Segunda División del fútbol costarricense, con la que dio inicio la temporada 2019-20.
Como novedades, se destaca el ascenso y regreso de Barrio México a la liga, así como del retorno de Carmelita, el cual había perdido la categoría de Primera División la temporada anterior.
El otro cambio que se dio para este torneo fue la no continuidad del equipo Once de Abril, dándole paso a la nueva franquicia de Rosario.

## Sistema de competición
El torneo del Liga de Ascenso, está conformado en dos partes:
- Fase de clasificación: Se integra por las 18 jornadas del torneo.
- Fase final: Se integra por los partidos de cuartos de final, semifinal y final.

### Fase de clasificación
En la fase de clasificación se observará el sistema de puntos. La ubicación en la tabla general está sujeta a lo siguiente:
- Por juego ganado se obtendrán tres puntos.
- Por juego empatado se obtendrá un punto.
- Por juego perdido no se otorgan puntos.

En esta fase participan los 18 clubes de la Liga de Ascenso jugando en cada torneo 18 jornadas respectivas, a visita recíproca según el grupo que pertenece.
El orden de los clubes al final de la fase de calificación del torneo corresponderá a la suma de los puntos obtenidos por cada uno de ellos y se presentará en forma descendente. Si al finalizar las 18 jornadas del torneo, dos o más clubes estuviesen empatados en puntos, su posición en la tabla general será determinada atendiendo a los siguientes criterios de desempate:
1. Mayor diferencia positiva general de goles. Este resultado se obtiene mediante la sumatoria de los goles anotados a todos los rivales, en cada campeonato menos los goles recibidos de estos.
2. Mayor cantidad de goles a favor, anotados a todos los rivales dentro de la misma competencia.
3. Mejor puntuación particular que hayan conseguido en las confrontaciones particulares entre ellos mismos.
4. Mayor diferencia positiva particular de goles, la cual se obtiene sumando los goles de los equipos empatados y restándole los goles recibidos.
5. Mayor cantidad de goles a favor que hayan conseguido en las confrontaciones entre ellos mismos.
6. Como última alternativa, el comité de competición realizaría un sorteo para el desempate.

### Fase final
Los ocho clubes calificados para esta fase del torneo serán reubicados de acuerdo con el lugar que ocupen en la tabla general al término de la jornada 18, con el puesto del número uno al club mejor clasificado, y así hasta el número cuatro de cada grupo. Los partidos a esta fase se desarrollarán a visita, en las siguientes etapas:
- Cuartos de final
- Semifinales
- Final

Los clubes vencedores en los partidos de cuartos de final y semifinal serán aquellos que en los dos juegos anoten el mayor número de goles. De existir empate en el número de goles anotados, se observará la posición de los clubes en la tabla general de clasificación.
El club vencedor de la final y por lo tanto campeón, será aquel que en los dos partidos anote el mayor número de goles. Si al término del tiempo reglamentario el partido está empatado, se agregarán dos tiempos extras de 15 minutos cada uno. De persistir el empate en estos periodos, se procederá a lanzar tiros penales hasta que resulte un vencedor.
Los partidos de cuartos de final se jugarán de la siguiente manera:
En las semifinales participarán los cuatro clubes vencedores de cuartos de final, enfrentándose:
Disputarán el título de campeón del Torneo de Apertura, los dos clubes vencedores de la fase semifinal correspondiente, reubicándolos del uno al dos, de acuerdo a su mejor posición en la tabla general de clasificación.

## Equipos participantes

### Información de los equipos
| Club               | Entrenador           | Ciudad                  | Estadio                    | Capacidad | Fundación      | Socio de TV |
| ------------------ | -------------------- | ----------------------- | -------------------------- | --------- | -------------- | ----------- |
| Barrio México      | Alfredo Morales      | Barrio México, San José | Ernesto Rohrmoser          | 3 000     | 1948 (77 años) |             |
| Carmelita          | Fernando Palomeque   | Alajuela                | Rafael Bolaños             | 2 400     | 1948 (76 años) |             |
| COFUTPA            | Rolando Araya        | Palmares, Alajuela      | "Palmareño" Solís          | 4 000     | 2012 (13 años) |             |
| Curridabat         | Édgar Carvajal       | Curridabat, San José    | "Lito" Monge               | 2 000     | 2016 (9 años)  |             |
| Escazuceña         | Cristian Salomón     | Escazú, San José        | Nicolás Masís              | 3 000     | 2000 (25 años) |             |
| Fútbol Consultants | Minor Díaz           | Desamparados, San José  | "Cuty" Monge               | 5 500     | 2017 (8 años)  |             |
| Garabito           | Gustavo Martínez     | Garabito, Puntarenas    | Municipal de Jacó          | 1 000     | 2019 (6 años)  |             |
| Golfito            | Alejandro Larrea     | Golfito, Puntarenas     | Polideportivo de Río Claro | 1 000     | 2011 (14 años) |             |
| Guanacasteca       | Randall Chacón       | Guanacaste              | Chorotega                  | 4 000     | 1973 (52 años) |             |
| Liberia            | Hernán Carlisi       | Liberia, Guanacaste     | Edgardo Baltodano          | 5 797     | 1977 (48 años) |             |
| Puntarenas         | Jewisson Bennett     | Puntarenas              | "Lito" Pérez               | 4 105     | 2004 (21 años) |             |
| Rosario            | Pablo Izaguirre      | Naranjo, Alajuela       | Municipal de Naranjo       | 3 000     | 2016 (9 años)  |             |
| San Ramón          | Rolando Villalobos   | San Ramón, Alajuela     | Guillermo Vargas           | 2 500     | 2013 (11 años) |             |
| Santa Ana          | César Eduardo Méndez | Santa Ana, San José     | Piedades                   | 2 000     | 1993 (32 años) |             |
| Santa Rosa         | Mauricio Guevara     | Guanacaste              | Santa Cruz                 | 2 000     | 2004 (21 años) |             |
| Sporting           | Randall Row          | Pavas, San José         | Ernesto Rohrmoser          | 3 000     | 2016 (9 años)  |             |
| Turrialba          | Walter Solano        | Turrialba, Cartago      | Rafael Camacho             | 4 500     | 1940 (84 años) |             |
| Uruguay            | Carlos Watson        | Coronado, San José      | El Labrador                | 2 500     | 1936 (89 años) |             |

Datos actualizados al 29 de septiembre de 2019.

#### Cambios de entrenadores
| Equipo        | Entrenador (Jornadas)         | Fecha de vacante | Tipo de despido          | Posición en la tabla | Entrenador entrante  | Fecha de nombramiento |
| ------------- | ----------------------------- | ---------------- | ------------------------ | -------------------- | -------------------- | --------------------- |
| Santa Ana     | Randall Porras (1 - 4)        | 17 de agosto     | Rescisión de contrato    | 7°                   | César Eduardo Méndez | 17 de agosto          |
| Barrio México | Jorge Barboza Solís (1 - 5)   | 20 de agosto     | Rescisión de contrato    | 7°                   | Alfredo Morales      | 22 de agosto          |
| Santa Rosa    | Glen Blanco Evans (1 - 7)     | 3 de septiembre  | Rescisión de contrato    | 6°                   | Mauricio Guevara     | 5 de septiembre       |
| Turrialba     | Hugo Viegas (1 - 8)           | 10 de septiembre | Rescisión de contrato    | 9°                   | Walter Solano        | 10 de septiembre      |
| San Ramón     | Óscar Rojas (1 - 8)           | 13 de septiembre | Rescisión de contrato    | 4°                   | Rolando Villalobos   | 13 de septiembre      |
| Liberia       | Carlos De Toro (1 - 10)       | 24 de septiembre | Rescisión de contrato    | 8°                   | Hernán Carlisi       | 25 de septiembre      |
| Escazuceña    | Diego Giacone (1 - 11)        | 26 de septiembre | Firmado por el Herediano | 1°                   | Cristian Salomón     | 26 de septiembre      |
| Guanacasteca  | Luis Fernando Fallas (1 - 11) | 26 de septiembre | Rescisión de contrato    | 9°                   | Randall Chacón       | 30 de septiembre      |
| Consultants   | Marvin Solano (1 - 12)        | 30 de septiembre | Rescisión de contrato    | 7°                   | Minor Díaz           | 1 de octubre          |

### Equipos por provincia
Para la temporada 2019-20, la provincia costarricense con más equipos en la Liga de Ascenso es San José con siete.
| Uruguay Escazuceña Carmelita San Ramón Turrialba Puntarenas Liberia Consultants Guanacasteca Garabito Barrio México Sporting Golfito Palmares Rosario Curridabat Santa Ana Santa Rosa |

| Provincia  | N.º | Equipos                                                                                  |
| ---------- | --- | ---------------------------------------------------------------------------------------- |
| San José   | 7   | Barrio México, Curridabat, Escazuceña, Fútbol Consultants, Santa Ana, Sporting y Uruguay |
| Alajuela   | 4   | Carmelita, COFUTPA, Rosario y San Ramón                                                  |
| Guanacaste | 3   | Guanacasteca, Liberia y Santa Rosa                                                       |
| Puntarenas | 3   | Garabito, Golfito y Puntarenas                                                           |
| Cartago    | 1   | Turrialba                                                                                |

### Ascensos y descensos
| Pos | De Liga de Ascenso 2018-19 a Primera División 2019-20 |
| --- | ----------------------------------------------------- |
| 1.º | A. D. R. Jicaral                                      |

| Pos  | De Primera División 2018-19 a Liga de Ascenso 2019-20 |
| ---- | ----------------------------------------------------- |
| 12.º | A. D. Carmelita                                       |

| Pos | De LINAFA 2018-19 a Liga de Ascenso 2019-20 |
| --- | ------------------------------------------- |
| 1.º | A. D. Barrio México                         |

| Pos  | De Liga de Ascenso 2018-19 a LINAFA 2019-20 |
| ---- | ------------------------------------------- |
| 18.º | A. D. Cariari Pococí                        |

## Fase de clasificación

### Tabla de posiciones

#### Grupo A
| Pos. | Equipo              | Pts. | PJ | G | E | P  | GF | GC | Dif. | Clasificación Apertura 2019  |
| ---- | ------------------- | ---- | -- | - | - | -- | -- | -- | ---- | ---------------------------- |
| 1    | A. D. Carmelita     | 31   | 16 | 9 | 4 | 3  | 37 | 20 | +17  | Clasifica a cuartos de final |
| 2    | A. D. Rosario       | 27   | 16 | 8 | 3 | 5  | 25 | 21 | +4   | Clasifica a cuartos de final |
| 3    | A. D. COFUTPA       | 26   | 16 | 7 | 5 | 4  | 29 | 24 | +5   | Clasifica a cuartos de final |
| 4    | A. D. Barrio México | 27   | 16 | 8 | 3 | 5  | 28 | 19 | +9   | Clasifica a cuartos de final |
| 5    | Municipal Liberia   | 21   | 16 | 5 | 6 | 5  | 19 | 20 | −1   |                              |
| 6    | A. D. Guanacasteca  | 19   | 16 | 5 | 4 | 7  | 22 | 29 | −7   |                              |
| 7    | Puntarenas F. C.    | 17   | 16 | 4 | 5 | 7  | 24 | 22 | +2   |                              |
| 8    | Municipal San Ramón | 16   | 16 | 5 | 1 | 10 | 21 | 40 | −19  |                              |
| 9    | A. D. Santa Rosa    | 14   | 16 | 3 | 5 | 8  | 15 | 25 | −10  | Último lugar                 |

 Fuente: Liga de Ascenso

#### Grupo B
| Pos. | Equipo                    | Pts. | PJ | G  | E | P  | GF | GC | Dif. | Clasificación Apertura 2019  |
| ---- | ------------------------- | ---- | -- | -- | - | -- | -- | -- | ---- | ---------------------------- |
| 1    | A. D. Juventud Escazuceña | 33   | 16 | 10 | 3 | 3  | 32 | 18 | +14  | Clasifica a cuartos de final |
| 2    | Sporting F. C.            | 30   | 16 | 9  | 3 | 4  | 28 | 17 | +11  | Clasifica a cuartos de final |
| 3    | Puerto Golfito F. C.      | 26   | 16 | 7  | 5 | 4  | 25 | 16 | +9   | Clasifica a cuartos de final |
| 4    | Municipal Garabito        | 26   | 16 | 7  | 5 | 4  | 19 | 18 | +1   | Clasifica a cuartos de final |
| 5    | C. S. Uruguay de Coronado | 24   | 16 | 7  | 3 | 6  | 22 | 24 | −2   |                              |
| 6    | Municipal Santa Ana       | 19   | 16 | 5  | 4 | 7  | 22 | 31 | −9   |                              |
| 7    | Curridabat F. C.          | 18   | 16 | 5  | 3 | 8  | 29 | 32 | −3   |                              |
| 8    | Fútbol Consultants        | 12   | 16 | 2  | 6 | 8  | 18 | 26 | −8   |                              |
| 9    | Municipal Turrialba       | 11   | 16 | 3  | 2 | 11 | 15 | 28 | −13  | Último lugar                 |

 Fuente: Liga de Ascenso

### Evolución de la clasificación
| Equipo             | 1 | 2 | 3 | 4 | 5 | 6 | 7 | 8 | 9 | 10 | 11 | 12 | 13 | 14 | 15 | 16 | 17 | 18 |
| ------------------ | - | - | - | - | - | - | - | - | - | -- | -- | -- | -- | -- | -- | -- | -- | -- |
| Grupo A            |   |   |   |   |   |   |   |   |   |    |    |    |    |    |    |    |    |    |
| Carmelita          | 4 | 6 | 3 | 2 | 2 | 2 | 1 | 1 | 1 | 3  | 2  | 1  | 1  | 1  | 1  | 1  | 1  | 1  |
| Rosario            | 3 | 1 | 1 | 4 | 4 | 5 | 4 | 5 | 2 | 2  | 1  | 2  | 2  | 2  | 2  | 2  | 2  | 2  |
| Barrio México      | 9 | 5 | 6 | 7 | 7 | 8 | 8 | 7 | 6 | 4  | 4  | 3  | 4  | 3  | 3  | 3  | 3  | 3  |
| COFUTPA            | 5 | 3 | 4 | 3 | 3 | 3 | 3 | 2 | 3 | 1  | 3  | 4  | 3  | 4  | 4  | 4  | 4  | 4  |
| Liberia            | 6 | 8 | 9 | 9 | 9 | 9 | 9 | 9 | 8 | 8  | 7  | 8  | 6  | 5  | 5  | 5  | 5  | 5  |
| Guanacasteca       | 8 | 9 | 8 | 8 | 8 | 7 | 7 | 8 | 9 | 9  | 9  | 9  | 9  | 9  | 9  | 8  | 7  | 6  |
| Puntarenas         | 7 | 7 | 7 | 6 | 5 | 4 | 5 | 3 | 5 | 6  | 6  | 5  | 5  | 6  | 6  | 6  | 6  | 7  |
| San Ramón          | 1 | 2 | 2 | 1 | 1 | 1 | 2 | 4 | 4 | 5  | 5  | 6  | 7  | 7  | 7  | 7  | 8  | 8  |
| Santa Rosa         | 2 | 4 | 5 | 5 | 6 | 6 | 6 | 6 | 7 | 7  | 8  | 7  | 8  | 8  | 8  | 9  | 9  | 9  |
| Grupo B            |   |   |   |   |   |   |   |   |   |    |    |    |    |    |    |    |    |    |
| Escazuceña         | 4 | 4 | 6 | 3 | 5 | 3 | 2 | 1 | 1 | 1  | 1  | 2  | 2  | 2  | 2  | 1  | 1  | 1  |
| Sporting           | 8 | 9 | 5 | 8 | 4 | 7 | 4 | 3 | 3 | 2  | 2  | 1  | 1  | 1  | 1  | 2  | 2  | 2  |
| Golfito            | 6 | 5 | 4 | 5 | 6 | 5 | 6 | 4 | 2 | 3  | 3  | 4  | 5  | 5  | 4  | 4  | 4  | 3  |
| Garabito           | 5 | 3 | 3 | 1 | 1 | 1 | 1 | 2 | 4 | 4  | 4  | 3  | 4  | 4  | 3  | 3  | 3  | 4  |
| Uruguay            | 4 | 6 | 7 | 6 | 7 | 6 | 7 | 8 | 8 | 5  | 6  | 6  | 6  | 7  | 5  | 6  | 5  | 5  |
| Santa Ana          | 7 | 7 | 9 | 7 | 8 | 8 | 8 | 6 | 7 | 8  | 8  | 8  | 7  | 6  | 7  | 5  | 6  | 6  |
| Curridabat         | 2 | 2 | 1 | 2 | 2 | 2 | 3 | 5 | 5 | 6  | 5  | 5  | 3  | 3  | 6  | 7  | 7  | 7  |
| Fútbol Consultants | 1 | 1 | 2 | 4 | 3 | 4 | 5 | 7 | 6 | 7  | 7  | 7  | 8  | 8  | 8  | 8  | 8  | 8  |
| Turrialba          | 9 | 8 | 8 | 9 | 9 | 9 | 9 | 9 | 9 | 9  | 9  | 9  | 9  | 9  | 9  | 9  | 9  | 9  |

### Jornadas
- Los horarios son correspondientes al tiempo de Costa Rica (UTC-6).
- El calendario de los partidos se dio a conocer el 12 de julio de 2019.[15][16]

#### Grupo A
| Jornada 1                       | Jornada 1 | Jornada 1           | Jornada 1         | Jornada 1   | Jornada 1 | Jornada 1   |
| Local                           | Resultado | Visitante           | Estadio           | Fecha       | Hora      | Transmisión |
| ------------------------------- | --------- | ------------------- | ----------------- | ----------- | --------- | ----------- |
| A. D. Carmelita                 | 2 - 2     | A. D. Rosario       | Rafael Bolaños    | 27 de julio | 15:00     |             |
| Municipal San Ramón             | 2 - 0     | A. D. Barrio México | Guillermo Vargas  | 28 de julio | 11:05     |             |
| A. D. Guanacasteca              | 0 - 1     | A. D. Santa Rosa    | Chorotega         | 28 de julio | 14:00     |             |
| A. D. COFUTPA                   | 3 - 0     | Puntarenas F. C.    | "Palmareño" Solís | Cancelado   | --:--     |             |
| Equipo libre: Municipal Liberia |           |                     |                   |             |           |             |
| Total de goles: 10              |           |                     |                   |             |           |             |

| Jornada 2                      | Jornada 2 | Jornada 2           | Jornada 2         | Jornada 2   | Jornada 2 | Jornada 2   |
| Local                          | Resultado | Visitante           | Estadio           | Fecha       | Hora      | Transmisión |
| ------------------------------ | --------- | ------------------- | ----------------- | ----------- | --------- | ----------- |
| A. D. Rosario                  | 3 - 2     | Municipal San Ramón | "Palmareño" Solís | 3 de agosto | 13:00     |             |
| Puntarenas F. C.               | 1 - 1     | A. D. Carmelita     | "Lito" Pérez      | 3 de agosto | 19:00     |             |
| Municipal Liberia              | 0 - 1     | A. D. COFUTPA       | Edgardo Baltodano | 4 de agosto | 11:00     |             |
| A. D. Barrio México            | 3 - 2     | A. D. Guanacasteca  | Ernesto Rohrmoser | 4 de agosto | 13:00     |             |
| Equipo libre: A. D. Santa Rosa |           |                     |                   |             |           |             |
| Total de goles: 13             |           |                     |                   |             |           |             |

| Jornada 3                        | Jornada 3 | Jornada 3           | Jornada 3         | Jornada 3   | Jornada 3 | Jornada 3   |
| Local                            | Resultado | Visitante           | Estadio           | Fecha       | Hora      | Transmisión |
| -------------------------------- | --------- | ------------------- | ----------------- | ----------- | --------- | ----------- |
| A. D. COFUTPA                    | 1 - 1     | A. D. Santa Rosa    | "Palmareño" Solís | 7 de agosto | 12:00     |             |
| Municipal San Ramón              | 2 - 0     | Puntarenas F. C.    | Guillermo Vargas  | 7 de agosto | 12:00     |             |
| A. D. Carmelita                  | 3 - 0     | Municipal Liberia   | Rafael Bolaños    | 7 de agosto | 15:00     |             |
| A. D. Rosario                    | 2 - 0     | A. D. Barrio México | "Palmareño" Solís | 8 de agosto | 14:00     |             |
| Equipo libre: A. D. Guanacasteca |           |                     |                   |             |           |             |
| Total de goles: 9                |           |                     |                   |             |           |             |

| Jornada 4                         | Jornada 4 | Jornada 4           | Jornada 4         | Jornada 4    | Jornada 4 | Jornada 4   |
| Local                             | Resultado | Visitante           | Estadio           | Fecha        | Hora      | Transmisión |
| --------------------------------- | --------- | ------------------- | ----------------- | ------------ | --------- | ----------- |
| Puntarenas F. C.                  | 2 - 0     | A. D. Rosario       | "Lito" Pérez      | 10 de agosto | 20:00     |             |
| A. D. Santa Rosa                  | 1 - 4     | A. D. Carmelita     | Santa Rosa        | 11 de agosto | 12:00     |             |
| Municipal Liberia                 | 0 - 2     | Municipal San Ramón | Edgardo Baltodano | 11 de agosto | 13:00     |             |
| A. D. Guanacasteca                | 1 - 1     | A. D. COFUTPA       | Edgardo Baltodano | 14 de agosto | 12:00     |             |
| Equipo libre: A. D. Barrio México |           |                     |                   |              |           |             |
| Total de goles: 11                |           |                     |                   |              |           |             |

| Jornada 5                   | Jornada 5 | Jornada 5           | Jornada 5         | Jornada 5    | Jornada 5 | Jornada 5   |
| Local                       | Resultado | Visitante           | Estadio           | Fecha        | Hora      | Transmisión |
| --------------------------- | --------- | ------------------- | ----------------- | ------------ | --------- | ----------- |
| A. D. Rosario               | 1 - 1     | Municipal Liberia   | "Palmareño" Solís | 17 de agosto | 13:00     |             |
| Puntarenas F. C.            | 4 - 0     | A. D. Barrio México | "Lito" Pérez      | 18 de agosto | 11:00     |             |
| Municipal San Ramón         | 2 - 1     | A. D. Santa Rosa    | Guillermo Vargas  | 18 de agosto | 11:05     |             |
| A. D. Carmelita             | 3 - 1     | A. D. Guanacasteca  | Rafael Bolaños    | 18 de agosto | 15:00     |             |
| Equipo libre: A. D. COFUTPA |           |                     |                   |              |           |             |
| Total de goles: 13          |           |                     |                   |              |           |             |

| Jornada 6                     | Jornada 6 | Jornada 6          | Jornada 6         | Jornada 6    | Jornada 6 | Jornada 6   |
| Local                         | Resultado | Visitante          | Estadio           | Fecha        | Hora      | Transmisión |
| ----------------------------- | --------- | ------------------ | ----------------- | ------------ | --------- | ----------- |
| Municipal San Ramón           | 0 - 2     | A. D. Guanacasteca | Guillermo Vargas  | 25 de agosto | 11:15     |             |
| A. D. Santa Rosa              | 1 - 0     | A. D. Rosario      | Santa Rosa        | 25 de agosto | 12:00     |             |
| A. D. Barrio México           | 1 - 2     | A. D. COFUTPA      | Ernesto Rohrmoser | 25 de agosto | 13:00     |             |
| Municipal Liberia             | 0 - 0     | Puntarenas F. C.   | Edgardo Baltodano | 25 de agosto | 13:00     |             |
| Equipo libre: A. D. Carmelita |           |                    |                   |              |           |             |
| Total de goles: 6             |           |                    |                   |              |           |             |

| Jornada 7                         | Jornada 7 | Jornada 7           | Jornada 7            | Jornada 7       | Jornada 7 | Jornada 7   |
| Local                             | Resultado | Visitante           | Estadio              | Fecha           | Hora      | Transmisión |
| --------------------------------- | --------- | ------------------- | -------------------- | --------------- | --------- | ----------- |
| A. D. Rosario                     | 4 - 1     | A. D. Guanacasteca  | Municipal de Naranjo | 31 de agosto    | 13:00     |             |
| A. D. Carmelita                   | 3 - 2     | A. D. COFUTPA       | Rafael Bolaños       | 31 de agosto    | 15:00     |             |
| Puntarenas F. C.                  | 3 - 1     | A. D. Santa Rosa    | "Lito" Pérez         | 31 de agosto    | 18:00     |             |
| Municipal Liberia                 | 1 - 1     | A. D. Barrio México | Edgardo Baltodano    | 1 de septiembre | 11:00     |             |
| Equipo libre: Municipal San Ramón |           |                     |                      |                 |           |             |
| Total de goles: 16                |           |                     |                      |                 |           |             |

| Jornada 8                   | Jornada 8 | Jornada 8           | Jornada 8         | Jornada 8       | Jornada 8 | Jornada 8   |
| Local                       | Resultado | Visitante           | Estadio           | Fecha           | Hora      | Transmisión |
| --------------------------- | --------- | ------------------- | ----------------- | --------------- | --------- | ----------- |
| A. D. Carmelita             | 0 - 2     | A. D. Barrio México | Rafael Bolaños    | 7 de septiembre | 15:00     |             |
| Puntarenas F. C.            | 3 - 3     | A. D. Guanacasteca  | "Lito" Pérez      | 7 de septiembre | 18:00     |             |
| A. D. COFUTPA               | 3 - 2     | Municipal San Ramón | "Palmareño" Solís | 8 de septiembre | 12:00     |             |
| A. D. Santa Rosa            | 1 - 1     | Municipal Liberia   | Santa Rosa        | 8 de septiembre | 12:00     |             |
| Equipo libre: A. D. Rosario |           |                     |                   |                 |           |             |
| Total de goles: 15          |           |                     |                   |                 |           |             |

| Jornada 9                      | Jornada 9 | Jornada 9          | Jornada 9            | Jornada 9        | Jornada 9 | Jornada 9   |
| Local                          | Resultado | Visitante          | Estadio              | Fecha            | Hora      | Transmisión |
| ------------------------------ | --------- | ------------------ | -------------------- | ---------------- | --------- | ----------- |
| Municipal San Ramón            | 1 - 1     | A. D. Carmelita    | Guillermo Vargas     | 14 de septiembre | 13:00     |             |
| Municipal Liberia              | 1 - 0     | A. D. Guanacasteca | Edgardo Baltodano    | 14 de septiembre | 15:00     |             |
| A. D. Rosario                  | 3 - 2     | A. D. COFUTPA      | Municipal de Naranjo | 15 de septiembre | 11:00     |             |
| A. D. Barrio México            | 3 - 0     | A. D. Santa Rosa   | Ernesto Rohrmoser    | 15 de septiembre | 13:00     |             |
| Equipo libre: Puntarenas F. C. |           |                    |                      |                  |           |             |
| Total de goles: 11             |           |                    |                      |                  |           |             |

| Jornada 10                      | Jornada 10 | Jornada 10          | Jornada 10           | Jornada 10       | Jornada 10 | Jornada 10  |
| Local                           | Resultado  | Visitante           | Estadio              | Fecha            | Hora       | Transmisión |
| ------------------------------- | ---------- | ------------------- | -------------------- | ---------------- | ---------- | ----------- |
| A. D. Rosario                   | 1 - 0      | A. D. Carmelita     | Municipal de Naranjo | 21 de septiembre | 13:00      |             |
| Puntarenas F. C.                | 2 - 3      | A. D. COFUTPA       | "Lito" Pérez         | 22 de septiembre | 11:00      |             |
| A. D. Santa Rosa                | 1 - 1      | A. D. Guanacasteca  | Santa Rosa           | 22 de septiembre | 12:00      |             |
| A. D. Barrio México             | 7 - 0      | Municipal San Ramón | Ernesto Rohrmoser    | 22 de septiembre | 13:00      |             |
| Equipo libre: Municipal Liberia |            |                     |                      |                  |            |             |
| Total de goles: 15              |            |                     |                      |                  |            |             |

| Jornada 11                     | Jornada 11 | Jornada 11          | Jornada 11        | Jornada 11       | Jornada 11 | Jornada 11  |
| Local                          | Resultado  | Visitante           | Estadio           | Fecha            | Hora       | Transmisión |
| ------------------------------ | ---------- | ------------------- | ----------------- | ---------------- | ---------- | ----------- |
| A. D. Guanacasteca             | 1 - 4      | A. D. Barrio México | Santa Rosa        | 25 de septiembre | 12:00      |             |
| Municipal San Ramón            | 1 - 3      | A. D. Rosario       | Guillermo Vargas  | 25 de septiembre | 12:00      |             |
| A. D. COFUTPA                  | 0 - 3      | Municipal Liberia   | "Palmareño" Solís | 25 de septiembre | 12:00      |             |
| A. D. Carmelita                | 3 - 2      | Puntarenas F. C.    | Rafael Bolaños    | 25 de septiembre | 15:00      |             |
| Equipo libre: A. D. Santa Rosa |            |                     |                   |                  |            |             |
| Total de goles: 17             |            |                     |                   |                  |            |             |

| Jornada 12                       | Jornada 12 | Jornada 12          | Jornada 12        | Jornada 12       | Jornada 12 | Jornada 12  |
| Local                            | Resultado  | Visitante           | Estadio           | Fecha            | Hora       | Transmisión |
| -------------------------------- | ---------- | ------------------- | ----------------- | ---------------- | ---------- | ----------- |
| Municipal Liberia                | 2 - 3      | A. D. Carmelita     | Edgardo Baltodano | 28 de septiembre | 15:00      |             |
| Puntarenas F. C.                 | 5 - 1      | Municipal San Ramón | "Lito" Pérez      | 29 de septiembre | 11:00      |             |
| A. D. Santa Rosa                 | 2 - 1      | A. D. COFUTPA       | Santa Rosa        | 29 de septiembre | 12:00      |             |
| A. D. Barrio México              | 1 - 1      | A. D. Rosario       | Ernesto Rohrmoser | 29 de septiembre | 13:00      |             |
| Equipo libre: A. D. Guanacasteca |            |                     |                   |                  |            |             |
| Total de goles: 16               |            |                     |                   |                  |            |             |

| Jornada 13                        | Jornada 13 | Jornada 13         | Jornada 13           | Jornada 13   | Jornada 13 | Jornada 13  |
| Local                             | Resultado  | Visitante          | Estadio              | Fecha        | Hora       | Transmisión |
| --------------------------------- | ---------- | ------------------ | -------------------- | ------------ | ---------- | ----------- |
| A. D. Rosario                     | 1 - 0      | Puntarenas F. C.   | Municipal de Naranjo | 5 de octubre | 13:00      |             |
| Municipal San Ramón               | 2 - 3      | Municipal Liberia  | Guillermo Vargas     | 5 de octubre | 13:10      |             |
| A. D. Carmelita                   | 2 - 1      | A. D. Santa Rosa   | Rafael Bolaños       | 5 de octubre | 15:00      |             |
| A. D. COFUTPA                     | 1 - 1      | A. D. Guanacasteca | "Palmareño" Solís    | 6 de octubre | 13:30      |             |
| Equipo libre: A. D. Barrio México |            |                    |                      |              |            |             |
| Total de goles: 11                |            |                    |                      |              |            |             |

| Jornada 14                  | Jornada 14 | Jornada 14          | Jornada 14        | Jornada 14         | Jornada 14 | Jornada 14  |
| Local                       | Resultado  | Visitante           | Estadio           | Fecha              | Hora       | Transmisión |
| --------------------------- | ---------- | ------------------- | ----------------- | ------------------ | ---------- | ----------- |
| Municipal Liberia           | 2 - 1      | A. D. Rosario       | Edgardo Baltodano | 12 de octubre      | 18:00      |             |
| A. D. Barrio México         | 1 - 0      | Puntarenas F. C.    | Ernesto Rohrmoser | 13 de octubre      | 13:00      |             |
| A. D. Guanacasteca          | 0 - 3      | A. D. Carmelita     | Chorotega         | 13 de octubre      | 13:00      |             |
| A. D. Santa Rosa            | 1 - 2      | Municipal San Ramón | Santa Rosa        | 13 / 23 de octubre | 12:00      |             |
| Equipo libre: A. D. COFUTPA |            |                     |                   |                    |            |             |
| Total de goles: 10          |            |                     |                   |                    |            |             |

| Jornada 15                    | Jornada 15 | Jornada 15          | Jornada 15           | Jornada 15    | Jornada 15 | Jornada 15  |
| Local                         | Resultado  | Visitante           | Estadio              | Fecha         | Hora       | Transmisión |
| ----------------------------- | ---------- | ------------------- | -------------------- | ------------- | ---------- | ----------- |
| A. D. Rosario                 | 2 - 1      | A. D. Santa Rosa    | Municipal de Naranjo | 19 de octubre | 12:00      |             |
| Puntarenas F. C.              | 1 - 1      | Municipal Liberia   | "Lito" Pérez         | 19 de octubre | 18:00      |             |
| A. D. Guanacasteca            | 3 - 1      | Municipal San Ramón | Chorotega            | 20 de octubre | 11:00      |             |
| A. D. COFUTPA                 | 1 - 1      | A. D. Barrio México | "Palmareño" Solís    | 20 de octubre | 12:00      |             |
| Equipo libre: A. D. Carmelita |            |                     |                      |               |            |             |
| Total de goles: 11            |            |                     |                      |               |            |             |

| Jornada 16                        | Jornada 16 | Jornada 16        | Jornada 16        | Jornada 16    | Jornada 16 | Jornada 16  |
| Local                             | Resultado  | Visitante         | Estadio           | Fecha         | Hora       | Transmisión |
| --------------------------------- | ---------- | ----------------- | ----------------- | ------------- | ---------- | ----------- |
| A. D. Guanacasteca                | 2 - 1      | A. D. Rosario     | Chorotega         | 26 de octubre | 11:00      |             |
| A. D. COFUTPA                     | 3 - 3      | A. D. Carmelita   | "Palmareño" Solís | 27 de octubre | 12:00      |             |
| A. D. Santa Rosa                  | 0 - 0      | Puntarenas F. C.  | Santa Rosa        | 27 de octubre | 12:00      |             |
| A. D. Barrio México               | 1 - 2      | Municipal Liberia | Ernesto Rohrmoser | 27 de octubre | 13:00      |             |
| Equipo libre: Municipal San Ramón |            |                   |                   |               |            |             |
| Total de goles: 12                |            |                   |                   |               |            |             |

| Jornada 17                  | Jornada 17 | Jornada 17       | Jornada 17        | Jornada 17     | Jornada 17 | Jornada 17  |
| Local                       | Resultado  | Visitante        | Estadio           | Fecha          | Hora       | Transmisión |
| --------------------------- | ---------- | ---------------- | ----------------- | -------------- | ---------- | ----------- |
| A. D. Guanacasteca          | 2 - 1      | Puntarenas F. C. | Chorotega         | 2 de noviembre | 11:00      |             |
| Municipal Liberia           | 1 - 1      | A. D. Santa Rosa | Edgardo Baltodano | 2 de noviembre | 19:00      |             |
| Municipal San Ramón         | 1 - 2      | A. D. COFUTPA    | Guillermo Vargas  | 3 de noviembre | 11:05      |             |
| A. D. Barrio México         | 1 - 0      | A. D. Carmelita  | Ernesto Rohrmoser | 3 de noviembre | 13:00      |             |
| Equipo libre: A. D. Rosario |            |                  |                   |                |            |             |
| Total de goles: 9           |            |                  |                   |                |            |             |

| Jornada 18                     | Jornada 18 | Jornada 18          | Jornada 18        | Jornada 18      | Jornada 18 | Jornada 18  |
| Local                          | Resultado  | Visitante           | Estadio           | Fecha           | Hora       | Transmisión |
| ------------------------------ | ---------- | ------------------- | ----------------- | --------------- | ---------- | ----------- |
| A. D. Carmelita                | 6 - 0      | Municipal San Ramón | Rafael Bolaños    | 10 de noviembre | 12:00      |             |
| A. D. Santa Rosa               | 1 - 2      | A. D. Barrio México | Santa Rosa        | 10 de noviembre | 12:00      |             |
| A. D. COFUTPA                  | 3 - 0      | A. D. Rosario       | "Palmareño" Solís | 10 de noviembre | 12:00      |             |
| A. D. Guanacasteca             | 2 - 1      | Municipal Liberia   | Chorotega         | 10 de noviembre | 12:00      |             |
| Equipo libre: Puntarenas F. C. |            |                     |                   |                 |            |             |
| Total de goles: 15             |            |                     |                   |                 |            |             |

#### Grupo B
| Jornada 1                         | Jornada 1 | Jornada 1                 | Jornada 1               | Jornada 1   | Jornada 1 | Jornada 1   |
| Local                             | Resultado | Visitante                 | Estadio                 | Fecha       | Hora      | Transmisión |
| --------------------------------- | --------- | ------------------------- | ----------------------- | ----------- | --------- | ----------- |
| A. D. Juventud Escazuceña         | 1 - 1     | C. S. Uruguay de Coronado | Nicolás Masís           | 27 de julio | 14:00     |             |
| Fútbol Consultants                | 2 - 0     | Municipal Turrialba       | El Labrador             | 27 de julio | 17:00     |             |
| Puerto Golfito F. C.              | 0 - 0     | Municipal Garabito        | Polideportivo Río Claro | 28 de julio | 11:25     |             |
| Sporting F. C.                    | 1 - 2     | Curridabat F. C.          | Ernesto Rohrmoser       | 28 de julio | 15:00     |             |
| Equipo libre: Municipal Santa Ana |           |                           |                         |             |           |             |
| Total de goles: 7                 |           |                           |                         |             |           |             |

| Jornada 2                               | Jornada 2 | Jornada 2                 | Jornada 2             | Jornada 2   | Jornada 2 | Jornada 2   |
| Local                                   | Resultado | Visitante                 | Estadio               | Fecha       | Hora      | Transmisión |
| --------------------------------------- | --------- | ------------------------- | --------------------- | ----------- | --------- | ----------- |
| Municipal Garabito                      | 1 - 0     | Sporting F. C.            | Municipal de Garabito | 3 de agosto | 14:00     |             |
| Municipal Santa Ana                     | 0 - 0     | Puerto Golfito F. C.      | Piedades              | 4 de agosto | 11:00     |             |
| Curridabat F. C.                        | 1 - 1     | Fútbol Consultants        | El Labrador           | 4 de agosto | 13:00     |             |
| Municipal Turrialba                     | 3 - 3     | A. D. Juventud Escazuceña | Rafael Ángel Camacho  | 4 de agosto | 14:30     |             |
| Equipo libre: C. S. Uruguay de Coronado |           |                           |                       |             |           |             |
| Total de goles: 9                       |           |                           |                       |             |           |             |

| Jornada 3                               | Jornada 3 | Jornada 3                 | Jornada 3               | Jornada 3   | Jornada 3 | Jornada 3   |
| Local                                   | Resultado | Visitante                 | Estadio                 | Fecha       | Hora      | Transmisión |
| --------------------------------------- | --------- | ------------------------- | ----------------------- | ----------- | --------- | ----------- |
| Puerto Golfito F. C.                    | 1 - 0     | C. S. Uruguay de Coronado | Polideportivo Río Claro | 7 de agosto | 11:10     |             |
| Curridabat F. C.                        | 2 - 1     | Municipal Turrialba       | El Labrador             | 7 de agosto | 13:00     |             |
| Sporting F. C.                          | 4 - 1     | Municipal Santa Ana       | Ernesto Rohrmoser       | 7 de agosto | 15:00     |             |
| Fútbol Consultants                      | 1 - 1     | Municipal Garabito        | El Labrador             | 7 de agosto | 17:00     |             |
| Equipo libre: A. D. Juventud Escazuceña |           |                           |                         |             |           |             |
| Total de goles: 11                      |           |                           |                         |             |           |             |

| Jornada 4                         | Jornada 4 | Jornada 4            | Jornada 4             | Jornada 4    | Jornada 4 | Jornada 4   |
| Local                             | Resultado | Visitante            | Estadio               | Fecha        | Hora      | Transmisión |
| --------------------------------- | --------- | -------------------- | --------------------- | ------------ | --------- | ----------- |
| Municipal Garabito                | 3 - 2     | Curridabat F. C.     | Municipal de Garabito | 10 de agosto | 13:00     |             |
| A. D. Juventud Escazuceña         | 2 - 0     | Puerto Golfito F. C. | Nicolás Masís         | 10 de agosto | 14:00     |             |
| C. S. Uruguay de Coronado         | 1 - 0     | Sporting F. C.       | El Labrador           | 10 de agosto | 17:00     |             |
| Municipal Santa Ana               | 2 - 1     | Fútbol Consultants   | Piedades              | 11 de agosto | 11:00     |             |
| Equipo libre: Municipal Turrialba |           |                      |                       |              |           |             |
| Total de goles: 11                |           |                      |                       |              |           |             |

| Jornada 5                          | Jornada 5 | Jornada 5                 | Jornada 5             | Jornada 5    | Jornada 5 | Jornada 5   |
| Local                              | Resultado | Visitante                 | Estadio               | Fecha        | Hora      | Transmisión |
| ---------------------------------- | --------- | ------------------------- | --------------------- | ------------ | --------- | ----------- |
| Municipal Garabito                 | 2 - 1     | Municipal Turrialba       | Municipal de Garabito | 17 de agosto | 14:00     |             |
| Sporting F. C.                     | 2 - 1     | A. D. Juventud Escazuceña | Ernesto Rohrmoser     | 17 de agosto | 15:00     |             |
| Fútbol Consultants                 | 3 - 0     | C. S. Uruguay de Coronado | El Labrador           | 17 de agosto | 18:00     |             |
| Municipal Santa Ana                | 0 - 3     | Curridabat F. C.          | Piedades              | 18 de agosto | 11:00     |             |
| Equipo libre: Puerto Golfito F. C. |           |                           |                       |              |           |             |
| Total de goles: 12                 |           |                           |                       |              |           |             |

| Jornada 6                    | Jornada 6 | Jornada 6            | Jornada 6            | Jornada 6    | Jornada 6 | Jornada 6   |
| Local                        | Resultado | Visitante            | Estadio              | Fecha        | Hora      | Transmisión |
| ---------------------------- | --------- | -------------------- | -------------------- | ------------ | --------- | ----------- |
| A. D. Juventud Escazuceña    | 2 - 0     | Fútbol Consultants   | Nicolás Masís        | 24 de agosto | 14:00     |             |
| C. S. Uruguay de Coronado    | 2 - 1     | Curridabat F. C.     | El Labrador          | 24 de agosto | 17:00     |             |
| Municipal Santa Ana          | 1 - 1     | Municipal Garabito   | Piedades             | 25 de agosto | 11:00     |             |
| Municipal Turrialba          | 0 - 2     | Puerto Golfito F. C. | Rafael Ángel Camacho | 25 de agosto | 14:30     |             |
| Equipo libre: Sporting F. C. |           |                      |                      |              |           |             |
| Total de goles: 9            |           |                      |                      |              |           |             |

| Jornada 7                        | Jornada 7 | Jornada 7                 | Jornada 7             | Jornada 7       | Jornada 7 | Jornada 7   |
| Local                            | Resultado | Visitante                 | Estadio               | Fecha           | Hora      | Transmisión |
| -------------------------------- | --------- | ------------------------- | --------------------- | --------------- | --------- | ----------- |
| Curridabat F. C.                 | 1 - 2     | A. D. Juventud Escazuceña | "Lito" Monge          | 31 de agosto    | 13:00     |             |
| Sporting F. C.                   | 1 - 0     | Puerto Golfito F. C.      | Ernesto Rohrmoser     | 31 de agosto    | 15:00     |             |
| Municipal Santa Ana              | 1 - 1     | Municipal Turrialba       | Piedades              | 1 de septiembre | 11:00     |             |
| Municipal Garabito               | 2 - 2     | C. S. Uruguay de Coronado | Municipal de Garabito | 1 de septiembre | 13:00     |             |
| Equipo libre: Fútbol Consultants |           |                           |                       |                 |           |             |
| Total de goles: 10               |           |                           |                       |                 |           |             |

| Jornada 8                      | Jornada 8 | Jornada 8           | Jornada 8               | Jornada 8       | Jornada 8 | Jornada 8   |
| Local                          | Resultado | Visitante           | Estadio                 | Fecha           | Hora      | Transmisión |
| ------------------------------ | --------- | ------------------- | ----------------------- | --------------- | --------- | ----------- |
| A. D. Juventud Escazuceña      | 1 - 0     | Municipal Garabito  | Nicolás Masís           | 7 de septiembre | 14:00     |             |
| Sporting F. C.                 | 3 - 0     | Municipal Turrialba | Ernesto Rohrmoser       | 7 de septiembre | 15:00     |             |
| C. S. Uruguay de Coronado      | 2 - 4     | Municipal Santa Ana | El Labrador             | 7 de septiembre | 19:00     |             |
| Puerto Golfito F. C.           | 2 - 0     | Fútbol Consultants  | Polideportivo Río Claro | 8 de septiembre | 11:15     |             |
| Equipo libre: Curridabat F. C. |           |                     |                         |                 |           |             |
| Total de goles: 12             |           |                     |                         |                 |           |             |

| Jornada 9                        | Jornada 9 | Jornada 9                 | Jornada 9      | Jornada 9        | Jornada 9 | Jornada 9   |
| Local                            | Resultado | Visitante                 | Estadio        | Fecha            | Hora      | Transmisión |
| -------------------------------- | --------- | ------------------------- | -------------- | ---------------- | --------- | ----------- |
| Curridabat F. C.                 | 1 - 2     | Puerto Golfito F. C.      | "Lito" Monge   | 14 de septiembre | 13:00     |             |
| Fútbol Consultants               | 1 - 1     | Sporting F. C.            | ST Center      | 14 de septiembre | 15:00     |             |
| Municipal Turrialba              | 2 - 0     | C. S. Uruguay de Coronado | Rafael Camacho | 15 de septiembre | 13:30     |             |
| Municipal Santa Ana              | 1 - 3     | A. D. Juventud Escazuceña | Piedades       | 15 de septiembre | 15:00     |             |
| Equipo libre: Municipal Garabito |           |                           |                |                  |           |             |
| Total de goles: 11               |           |                           |                |                  |           |             |

| Jornada 10                        | Jornada 10 | Jornada 10                | Jornada 10            | Jornada 10       | Jornada 10 | Jornada 10  |
| Local                             | Resultado  | Visitante                 | Estadio               | Fecha            | Hora       | Transmisión |
| --------------------------------- | ---------- | ------------------------- | --------------------- | ---------------- | ---------- | ----------- |
| Curridabat F. C.                  | 3 - 5      | Sporting F. C.            | "Lito" Monge          | 21 de septiembre | 13:00      |             |
| C. S. Uruguay de Coronado         | 3 - 1      | A. D. Juventud Escazuceña | El Labrador           | 21 de septiembre | 16:00      |             |
| Municipal Turrialba               | 1 - 0      | Fútbol Consultants        | Rafael Camacho        | 22 de septiembre | 13:00      |             |
| Municipal Garabito                | 1 - 1      | Puerto Golfito F. C.      | Municipal de Garabito | 22 de septiembre | 13:00      |             |
| Equipo libre: Municipal Santa Ana |            |                           |                       |                  |            |             |
| Total de goles: 15                |            |                           |                       |                  |            |             |

| Jornada 11                              | Jornada 11 | Jornada 11          | Jornada 11              | Jornada 11       | Jornada 11 | Jornada 11  |
| Local                                   | Resultado  | Visitante           | Estadio                 | Fecha            | Hora       | Transmisión |
| --------------------------------------- | ---------- | ------------------- | ----------------------- | ---------------- | ---------- | ----------- |
| Puerto Golfito F. C.                    | 1 - 1      | Municipal Santa Ana | Polideportivo Río Claro | 25 de septiembre | 11:00      |             |
| Sporting F. C.                          | 3 - 1      | Municipal Garabito  | Ernesto Rohrmoser       | 25 de septiembre | 15:00      |             |
| A. D. Juventud Escazuceña               | 2 - 0      | Municipal Turrialba | Nicolás Masís           | 25 de septiembre | 15:00      |             |
| Fútbol Consultants                      | 2 - 2      | Curridabat F. C.    | ST Center               | 25 de septiembre | 15:00      |             |
| Equipo libre: C. S. Uruguay de Coronado |            |                     |                         |                  |            |             |
| Total de goles: 12                      |            |                     |                         |                  |            |             |

| Jornada 12                              | Jornada 12 | Jornada 12           | Jornada 12            | Jornada 12       | Jornada 12 | Jornada 12  |
| Local                                   | Resultado  | Visitante            | Estadio               | Fecha            | Hora       | Transmisión |
| --------------------------------------- | ---------- | -------------------- | --------------------- | ---------------- | ---------- | ----------- |
| C. S. Uruguay de Coronado               | 1 - 0      | Puerto Golfito F. C. | El Labrador           | 28 de septiembre | 16:00      |             |
| Municipal Garabito                      | 2 - 1      | Fútbol Consultants   | Municipal de Garabito | 29 de septiembre | 13:00      |             |
| Municipal Turrialba                     | 1 - 2      | Curridabat F. C.     | Rafael Camacho        | 29 de septiembre | 14:30      |             |
| Municipal Santa Ana                     | 1 - 2      | Sporting F. C.       | Piedades              | 29 de septiembre | 15:00      |             |
| Equipo libre: A. D. Juventud Escazuceña |            |                      |                       |                  |            |             |
| Total de goles: 10                      |            |                      |                       |                  |            |             |

| Jornada 13                        | Jornada 13 | Jornada 13                | Jornada 13              | Jornada 13        | Jornada 13 | Jornada 13  |
| Local                             | Resultado  | Visitante                 | Estadio                 | Fecha             | Hora       | Transmisión |
| --------------------------------- | ---------- | ------------------------- | ----------------------- | ----------------- | ---------- | ----------- |
| Curridabat F. C.                  | 2 - 0      | Municipal Garabito        | "Lito" Monge            | 5 de octubre      | 13:00      |             |
| Sporting F. C.                    | 3 - 1      | C. S. Uruguay de Coronado | Ernesto Rohrmoser       | 5 de octubre      | 15:00      |             |
| Fútbol Consultants                | 1 - 2      | Municipal Santa Ana       | ST Center               | 5 de octubre      | 15:00      |             |
| Puerto Golfito F. C.              | 2 - 3      | A. D. Juventud Escazuceña | Polideportivo Río Claro | 5 / 30 de octubre | 11:00      |             |
| Equipo libre: Municipal Turrialba |            |                           |                         |                   |            |             |
| Total de goles: 14                |            |                           |                         |                   |            |             |

| Jornada 14                         | Jornada 14 | Jornada 14          | Jornada 14     | Jornada 14    | Jornada 14 | Jornada 14  |
| Local                              | Resultado  | Visitante           | Estadio        | Fecha         | Hora       | Transmisión |
| ---------------------------------- | ---------- | ------------------- | -------------- | ------------- | ---------- | ----------- |
| Curridabat F. C.                   | 1 - 3      | Municipal Santa Ana | "Lito" Monge   | 12 de octubre | 13:00      |             |
| A. D. Juventud Escazuceña          | 0 - 0      | Sporting F. C.      | Nicolás Masís  | 12 de octubre | 15:00      |             |
| C. S. Uruguay de Coronado          | 1 - 1      | Fútbol Consultants  | El Labrador    | 12 de octubre | 19:00      |             |
| Municipal Turrialba                | 2 - 0      | Municipal Garabito  | Rafael Camacho | 13 de octubre | 11:00      |             |
| Equipo libre: Puerto Golfito F. C. |            |                     |                |               |            |             |
| Total de goles: 8                  |            |                     |                |               |            |             |

| Jornada 15                   | Jornada 15 | Jornada 15                | Jornada 15              | Jornada 15    | Jornada 15 | Jornada 15  |
| Local                        | Resultado  | Visitante                 | Estadio                 | Fecha         | Hora       | Transmisión |
| ---------------------------- | ---------- | ------------------------- | ----------------------- | ------------- | ---------- | ----------- |
| Fútbol Consultants           | 2 - 3      | A. D. Juventud Escazuceña | ST Center               | 19 de octubre | 11:00      |             |
| Curridabat F. C.             | 1 - 2      | C. S. Uruguay de Coronado | "Lito" Monge            | 19 de octubre | 13:00      |             |
| Municipal Garabito           | 2 - 0      | Municipal Santa Ana       | Municipal de Garabito   | 19 de octubre | 14:00      |             |
| Puerto Golfito F. C.         | 3 - 1      | Municipal Turrialba       | Polideportivo Río Claro | 20 de octubre | 10:05      |             |
| Equipo libre: Sporting F. C. |            |                           |                         |               |            |             |
| Total de goles: 14           |            |                           |                         |               |            |             |

| Jornada 16                       | Jornada 16 | Jornada 16          | Jornada 16              | Jornada 16    | Jornada 16 | Jornada 16  |
| Local                            | Resultado  | Visitante           | Estadio                 | Fecha         | Hora       | Transmisión |
| -------------------------------- | ---------- | ------------------- | ----------------------- | ------------- | ---------- | ----------- |
| A. D. Juventud Escazuceña        | 3 - 1      | Curridabat F. C.    | Nicolás Masís           | 26 de octubre | 14:00      |             |
| C. S. Uruguay de Coronado        | 0 - 1      | Municipal Garabito  | El Labrador             | 26 de octubre | 16:00      |             |
| Puerto Golfito F. C.             | 2 - 0      | Sporting F. C.      | Polideportivo Río Claro | 27 de octubre | 10:10      |             |
| Municipal Turrialba              | 1 - 2      | Municipal Santa Ana | Rafael Camacho          | 27 de octubre | 11:00      |             |
| Equipo libre: Fútbol Consultants |            |                     |                         |               |            |             |
| Total de goles: 10               |            |                     |                         |               |            |             |

| Jornada 17                     | Jornada 17 | Jornada 17                | Jornada 17            | Jornada 17     | Jornada 17 | Jornada 17  |
| Local                          | Resultado  | Visitante                 | Estadio               | Fecha          | Hora       | Transmisión |
| ------------------------------ | ---------- | ------------------------- | --------------------- | -------------- | ---------- | ----------- |
| Fútbol Consultants             | 1 - 5      | Puerto Golfito F. C.      | ST Center             | 2 de noviembre | 11:00      |             |
| Municipal Santa Ana            | 3 - 4      | C. S. Uruguay de Coronado | Piedades              | 3 de noviembre | 11:00      |             |
| Municipal Turrialba            | 1 - 2      | Sporting F. C.            | Rafael Camacho        | 3 de noviembre | 11:00      |             |
| Municipal Garabito             | 2 - 1      | A. D. Juventud Escazuceña | Municipal de Garabito | 3 de noviembre | 14:00      |             |
| Equipo libre: Curridabat F. C. |            |                           |                       |                |            |             |
| Total de goles: 19             |            |                           |                       |                |            |             |

| Jornada 18                       | Jornada 18 | Jornada 18          | Jornada 18              | Jornada 18      | Jornada 18 | Jornada 18  |
| Local                            | Resultado  | Visitante           | Estadio                 | Fecha           | Hora       | Transmisión |
| -------------------------------- | ---------- | ------------------- | ----------------------- | --------------- | ---------- | ----------- |
| Sporting F. C.                   | 1 - 1      | Fútbol Consultants  | Ernesto Rohrmoser       | 10 de noviembre | 12:00      |             |
| C. S. Uruguay de Coronado        | 2 - 0      | Municipal Turrialba | El Labrador             | 10 de noviembre | 12:00      |             |
| Puerto Golfito F. C.             | 4 - 4      | Curridabat F. C.    | Polideportivo Río Claro | 10 de noviembre | 12:00      |             |
| A. D. Juventud Escazuceña        | 4 - 0      | Municipal Santa Ana | Nicolás Masís           | 10 de noviembre | 12:00      |             |
| Equipo libre: Municipal Garabito |            |                     |                         |                 |            |             |
| Total de goles: 16               |            |                     |                         |                 |            |             |

## Fase final

### Cuadro de desarrollo
|  | Cuartos de final                                    | Cuartos de final                                    | Cuartos de final                                    | Cuartos de final                                    |   |    | Semifinales                                      | Semifinales                                      | Semifinales                                      | Semifinales                                      |  |    | Final                                          | Final                                          | Final                                          | Final                                          |  |
|  | 17 de noviembre (ida) 23 / 24 de noviembre (vuelta) | 17 de noviembre (ida) 23 / 24 de noviembre (vuelta) | 17 de noviembre (ida) 23 / 24 de noviembre (vuelta) | 17 de noviembre (ida) 23 / 24 de noviembre (vuelta) |   |    | 1 de diciembre (ida) 7 / 8 de diciembre (vuelta) | 1 de diciembre (ida) 7 / 8 de diciembre (vuelta) | 1 de diciembre (ida) 7 / 8 de diciembre (vuelta) | 1 de diciembre (ida) 7 / 8 de diciembre (vuelta) |  |    | 15 de diciembre (ida) 21 de diciembre (vuelta) | 15 de diciembre (ida) 21 de diciembre (vuelta) | 15 de diciembre (ida) 21 de diciembre (vuelta) | 15 de diciembre (ida) 21 de diciembre (vuelta) |  |
|  |                                                     |                                                     |                                                     |                                                     |   |    |                                                  |                                                  |                                                  |                                                  |  |    |                                                |                                                |                                                |                                                |  |
|  |                                                     |                                                     |                                                     |                                                     |   |    |                                                  |                                                  |                                                  |                                                  |  |    |                                                |                                                |                                                |                                                |  |
|  | 1° A                                                | Carmelita                                           | 0                                                   | 1                                                   |   |    |                                                  |                                                  |                                                  |                                                  |  |    |                                                |                                                |                                                |                                                |  |
|  | 1° A                                                | Carmelita                                           | 0                                                   | 1                                                   |   |    |                                                  |                                                  |                                                  |                                                  |  |    |                                                |                                                |                                                |                                                |  |
|  | 4° B                                                | Garabito                                            | 1                                                   | 1                                                   |   |    |                                                  |                                                  |                                                  |                                                  |  |    |                                                |                                                |                                                |                                                |  |
|  | 4° B                                                | Garabito                                            | 1                                                   | 1                                                   |   | C1 | Sporting                                         | 1                                                | 2                                                |                                                  |  |    |                                                |                                                |                                                |                                                |  |
|  |                                                     |                                                     |                                                     |                                                     |   | C1 | Sporting                                         | 1                                                | 2                                                |                                                  |  |    |                                                |                                                |                                                |                                                |  |
|  |                                                     |                                                     | C3                                                  | Garabito                                            | 0 | 1  |                                                  |                                                  |                                                  |                                                  |  |    |                                                |                                                |                                                |                                                |  |
|  | 2° B                                                | Sporting                                            | C3                                                  | Garabito                                            | 0 | 1  | 2                                                | 3                                                |                                                  |                                                  |  |    |                                                |                                                |                                                |                                                |  |
|  | 2° B                                                | Sporting                                            |                                                     |                                                     |   |    |                                                  |                                                  |                                                  |                                                  |  |    |                                                |                                                |                                                |                                                |  |
|  | 3° A                                                | COFUTPA                                             | 3                                                   | 1                                                   |   |    |                                                  |                                                  |                                                  |                                                  |  |    |                                                |                                                |                                                |                                                |  |
|  | 3° A                                                | COFUTPA                                             | 3                                                   | 1                                                   |   |    |                                                  |                                                  |                                                  |                                                  |  | F1 | Sporting                                       | 1                                              | 3                                              |                                                |  |
|  |                                                     |                                                     |                                                     |                                                     |   |    |                                                  |                                                  |                                                  |                                                  |  | F1 | Sporting                                       | 1                                              | 3                                              |                                                |  |
|  |                                                     |                                                     | F2                                                  | Golfito                                             | 2 | 1  |                                                  |                                                  |                                                  |                                                  |  |    |                                                |                                                |                                                |                                                |  |
|  | 2° A                                                | Rosario                                             | F2                                                  | Golfito                                             | 2 | 1  | 1                                                | 0                                                |                                                  |                                                  |  |    |                                                |                                                |                                                |                                                |  |
|  | 2° A                                                | Rosario                                             |                                                     |                                                     |   |    |                                                  |                                                  |                                                  |                                                  |  |    |                                                |                                                |                                                |                                                |  |
|  | 3° B                                                | Golfito                                             | 2                                                   | 0                                                   |   |    |                                                  |                                                  |                                                  |                                                  |  |    |                                                |                                                |                                                |                                                |  |
|  | 3° B                                                | Golfito                                             | 2                                                   | 0                                                   |   | C2 | Escazuceña                                       | 1                                                | 0                                                |                                                  |  |    |                                                |                                                |                                                |                                                |  |
|  |                                                     |                                                     |                                                     |                                                     |   | C2 | Escazuceña                                       | 1                                                | 0                                                |                                                  |  |    |                                                |                                                |                                                |                                                |  |
|  |                                                     |                                                     | C4                                                  | Golfito                                             | 1 | 2  |                                                  |                                                  |                                                  |                                                  |  |    |                                                |                                                |                                                |                                                |  |
|  | 1° B                                                | Escazuceña                                          | C4                                                  | Golfito                                             | 1 | 2  | 2                                                | 3                                                |                                                  |                                                  |  |    |                                                |                                                |                                                |                                                |  |
|  | 1° B                                                | Escazuceña                                          |                                                     |                                                     |   |    |                                                  |                                                  |                                                  |                                                  |  |    |                                                |                                                |                                                |                                                |  |
|  | 4° A                                                | Barrio México                                       | 3                                                   | 1                                                   |   |    |                                                  |                                                  |                                                  |                                                  |  |    |                                                |                                                |                                                |                                                |  |
|  | 4° A                                                | Barrio México                                       | 3                                                   | 1                                                   |   |    |                                                  |                                                  |                                                  |                                                  |  |    |                                                |                                                |                                                |                                                |  |
|  |                                                     |                                                     |                                                     |                                                     |   |    |                                                  |                                                  |                                                  |                                                  |  |    |                                                |                                                |                                                |                                                |  |

### Cuartos de final

#### Carmelita vs. Garabito
| 17 de noviembre de 2019, 14:00 | Municipal Garabito | 1:0 (0:0) | A. D. Carmelita | Estadio Municipal de Garabito, Garabito, Puntarenas |                         |
|                                | - Joshua Díaz 58'  | Reporte   |                 | Árbitro(s): Andrey Vega                             | Árbitro(s): Andrey Vega |

| 23 de noviembre de 2019, 14:00 | A. D. Carmelita      | 1:1 (1:0) (Global 1:2) | Municipal Garabito  | Estadio Rafael Bolaños, Alajuela |                           |
|                                | - Rawy Rodríguez 41' | Reporte                | - Esyin Cordero 73' | Árbitro(s): Geiner Zúñiga        | Árbitro(s): Geiner Zúñiga |

#### Sporting vs. COFUTPA
| 17 de noviembre de 2019, 12:00 | A. D. COFUTPA                                                 | 3:2 (0:1) | Sporting F. C.                       | Estadio "Palmareño" Solís, Palmares, Alajuela |                             |
|                                | - Bryan Solórzano 70' - Erick Barahona 77' - Kirth McLean 90' | Reporte   | - Bryan Vega 41' - Michael Arias 67' | Árbitro(s): Steven Madrigal                   | Árbitro(s): Steven Madrigal |

| 23 de noviembre de 2019, 13:00 | Sporting F. C.                                             | 3:1 (1:1) (Global 5:4) | A. D. COFUTPA     | Estadio Ernesto Rohrmoser, Pavas, San José |                         |
|                                | - Bryan Vega 25' - Rodrigo Garita 54' - Henry Bermúdez 72' | Reporte                | - Kirth McLean 1' | Árbitro(s): Andrey Vega                    | Árbitro(s): Andrey Vega |

#### Rosario vs. Golfito
| 17 de noviembre de 2019, 11:03 | Puerto Golfito F. C.                     | 2:1 (1:1) | A. D. Rosario       | Polideportivo de Río Claro, Golfito, Puntarenas |                        |
|                                | - Yonder Pizarro 33' - Diego Serrano 84' | Reporte   | - Osvaldo Gómez 17' | Árbitro(s): Danny Lobo                          | Árbitro(s): Danny Lobo |

| 24 de noviembre de 2019, 12:00 | A. D. Rosario | 0:0 (0:0) (Global 1:2) | Puerto Golfito F. C. | Estadio Municipal de Naranjo, Naranjo, Alajuela |                          |
|                                |               | Reporte                |                      | Árbitro(s): Rigo Prendas                        | Árbitro(s): Rigo Prendas |

#### Escazuceña vs. Barrio México
| 17 de noviembre de 2019, 13:05 | A. D. Barrio México                                                   | 3:2 (1:2) | A. D. Juventud Escazuceña               | Estadio Ernesto Rohrmoser, Pavas, San José |                          |
|                                | - Steven Cárdenas 34' - Aczel Salguero 63' (t.l.) - Johnny Woodly 69' | Reporte   | - Bryan Jiménez 6' - Daniel Jiménez 36' | Árbitro(s): Rigo Prendas                   | Árbitro(s): Rigo Prendas |

| 23 de noviembre de 2019, 14:00 | A. D. Juventud Escazuceña                              | 3:1 (0:0, 2:1) (3:1 t. s.)(Global 5:4) | A. D. Barrio México | Estadio Nicolás Masís, Escazú, San José |                             |
|                                | - Reiby Smith 75' - Esteban Cano 84' - César López 96' | Reporte                                | - Johnny Woodly 65' | Árbitro(s): Steven Madrigal             | Árbitro(s): Steven Madrigal |

### Semifinales

#### Sporting vs. Garabito
| 1 de diciembre de 2019, 13:00 | Municipal Garabito | 0:1 (0:1) | Sporting F. C.    | Estadio Municipal de Garabito, Garabito, Puntarenas |                          |
|                               |                    | Reporte   | - Jostin Daly 41' | Árbitro(s): Álvaro Acuña                            | Árbitro(s): Álvaro Acuña |

| 8 de diciembre de 2019, 13:00 | Sporting F. C.        | 2:1 (1:0) (Global 3:1) | Municipal Garabito  | Estadio "Coyella" Fonseca, San José |                             |
|                               | - Jostin Daly 9', 50' | Reporte                | - Jefry Montoya 62' | Árbitro(s): Steven Madrigal         | Árbitro(s): Steven Madrigal |

#### Escazuceña vs. Golfito
| 1 de diciembre de 2019, 11:10 | Puerto Golfito F. C. | 1:1 (0:1) | A. D. Juventud Escazuceña | Polideportivo de Río Claro, Golfito, Puntarenas |                         |
|                               | - Henry Cooper 49'   | Reporte   | - Édgar Chacón 28'        | Árbitro(s): Andrey Vega                         | Árbitro(s): Andrey Vega |

| 7 de diciembre de 2019, 14:00 | A. D. Juventud Escazuceña | 0:2 (0:1) (Global 1:3) | Puerto Golfito F. C.                          | Estadio Nicolás Masís, Escazú, San José |                         |
|                               |                           | Reporte                | - Giovannie Cantillano 22' - Henry Cooper 51' | Árbitro(s): Brayan Cruz                 | Árbitro(s): Brayan Cruz |

### Final

#### Sporting vs. Golfito
| 15 de diciembre de 2019, 11:10 | Puerto Golfito F. C.                      | 2:1 (1:0) | Sporting F. C.      | Polideportivo de Río Claro, Golfito, Puntarenas |                          |
|                                | - Henry Cooper 15' - Humberto Harding 52' | Reporte   | - Michael Arias 47' | Árbitro(s): Rigo Prendas                        | Árbitro(s): Rigo Prendas |

| 22 de diciembre de 2019, 13:00 | Sporting F. C.                                                      | 3:1 (0:1, 2:1) (3:1 t. s.)(Global 4:3) | Puerto Golfito F. C.       | Estadio Ernesto Rohrmoser, Pavas, San José |                         |
|                                | - Jaime Valderramos 48' - Jostin Daly 73' - Randall Row 103' (t.l.) | Reporte                                | - Diego Serrano 18' (pen.) | Árbitro(s): Brayan Cruz                    | Árbitro(s): Brayan Cruz |

#### Final - ida
| 1     | POR   | Jairo Monge          |     |
| 17    | DEF   | Brayner Gómez        |     |
| 5     | DEF   | Martín Jiménez       | 59' |
| 14    | DEF   | Humberto Harding     |     |
| 6     | DEF   | Michael Gamboa       |     |
| 4     | MED   | Diego Serrano        |     |
| 7     | MED   | José Morales         |     |
| 21    | MED   | Daniel Vargas        | 60' |
| 8     | MED   | Giovannie Cantillano |     |
| 22    | DEL   | Yonder Pizarro       |     |
| 18    | DEL   | Henry Cooper         |     |
| D. T. | D. T. | Alejandro Larrea     |     |

| 35    | POR   | Carlos Méndez     |     |
| 2     | DEF   | Randall Row       |     |
| 18    | DEF   | Josimar Olivero   |     |
| 12    | DEF   | Irving Calderón   |     |
| 29    | DEF   | Rigoberto Jiménez |     |
| 5     | MED   | Luis Flores       |     |
| 20    | MED   | Henry Bermúdez    | 68' |
| 11    | MED   | Rodrigo Garita    |     |
| 10    | MED   | Bryan Vega        |     |
| 14    | DEL   | Maikel Bermúdez   | 85' |
| 7     | DEL   | Michael Arias     | 79' |
| D. T. | D. T. | Randall Row       |     |

| 11 | Delantero      | Kenneth Dixon | 60' |
| 19 | Centrocampista | Bill Espinoza | 59' |

| 16 | Delantero      | Jaime Valderramos | 68' |
| 8  | Centrocampista | Keveen Torres     | 79' |
| 22 | Delantero      | Carlos Umaña      | 85' |

| 15' · 52' | Henry Cooper Humberto Harding | 1:0 2:1 |

| 47' | Michael Arias | 1:1 |

| 34' · 42' · 81' | José Morales Henry Cooper Humberto Harding |

| 42' | Randall Row |

| Principal  | Rigo Prendas    |
| Asistentes | Douglas Zúñiga  |
|            | Jeriel Valverde |
| Cuarto     | William Mattus  |

| 1     | POR   | Jairo Monge          |     |
| 17    | DEF   | Brayner Gómez        |     |
| 5     | DEF   | Martín Jiménez       | 59' |
| 14    | DEF   | Humberto Harding     |     |
| 6     | DEF   | Michael Gamboa       |     |
| 4     | MED   | Diego Serrano        |     |
| 7     | MED   | José Morales         |     |
| 21    | MED   | Daniel Vargas        | 60' |
| 8     | MED   | Giovannie Cantillano |     |
| 22    | DEL   | Yonder Pizarro       |     |
| 18    | DEL   | Henry Cooper         |     |
| D. T. | D. T. | Alejandro Larrea     |     |

| 35    | POR   | Carlos Méndez     |     |
| 2     | DEF   | Randall Row       |     |
| 18    | DEF   | Josimar Olivero   |     |
| 12    | DEF   | Irving Calderón   |     |
| 29    | DEF   | Rigoberto Jiménez |     |
| 5     | MED   | Luis Flores       |     |
| 20    | MED   | Henry Bermúdez    | 68' |
| 11    | MED   | Rodrigo Garita    |     |
| 10    | MED   | Bryan Vega        |     |
| 14    | DEL   | Maikel Bermúdez   | 85' |
| 7     | DEL   | Michael Arias     | 79' |
| D. T. | D. T. | Randall Row       |     |

| 11 | Delantero      | Kenneth Dixon | 60' |
| 19 | Centrocampista | Bill Espinoza | 59' |

| 16 | Delantero      | Jaime Valderramos | 68' |
| 8  | Centrocampista | Keveen Torres     | 79' |
| 22 | Delantero      | Carlos Umaña      | 85' |

| 15' · 52' | Henry Cooper Humberto Harding | 1:0 2:1 |

| 47' | Michael Arias | 1:1 |

| 34' · 42' · 81' | José Morales Henry Cooper Humberto Harding |

| 42' | Randall Row |

| Principal  | Rigo Prendas    |
| Asistentes | Douglas Zúñiga  |
|            | Jeriel Valverde |
| Cuarto     | William Mattus  |

| 1     | POR   | Jairo Monge          |     |
| 17    | DEF   | Brayner Gómez        |     |
| 5     | DEF   | Martín Jiménez       | 59' |
| 14    | DEF   | Humberto Harding     |     |
| 6     | DEF   | Michael Gamboa       |     |
| 4     | MED   | Diego Serrano        |     |
| 7     | MED   | José Morales         |     |
| 21    | MED   | Daniel Vargas        | 60' |
| 8     | MED   | Giovannie Cantillano |     |
| 22    | DEL   | Yonder Pizarro       |     |
| 18    | DEL   | Henry Cooper         |     |
| D. T. | D. T. | Alejandro Larrea     |     |

| 35    | POR   | Carlos Méndez     |     |
| 2     | DEF   | Randall Row       |     |
| 18    | DEF   | Josimar Olivero   |     |
| 12    | DEF   | Irving Calderón   |     |
| 29    | DEF   | Rigoberto Jiménez |     |
| 5     | MED   | Luis Flores       |     |
| 20    | MED   | Henry Bermúdez    | 68' |
| 11    | MED   | Rodrigo Garita    |     |
| 10    | MED   | Bryan Vega        |     |
| 14    | DEL   | Maikel Bermúdez   | 85' |
| 7     | DEL   | Michael Arias     | 79' |
| D. T. | D. T. | Randall Row       |     |

| 11 | Delantero      | Kenneth Dixon | 60' |
| 19 | Centrocampista | Bill Espinoza | 59' |

| 16 | Delantero      | Jaime Valderramos | 68' |
| 8  | Centrocampista | Keveen Torres     | 79' |
| 22 | Delantero      | Carlos Umaña      | 85' |

| 15' · 52' | Henry Cooper Humberto Harding | 1:0 2:1 |

| 47' | Michael Arias | 1:1 |

| 34' · 42' · 81' | José Morales Henry Cooper Humberto Harding |

| 42' | Randall Row |

| Principal  | Rigo Prendas    |
| Asistentes | Douglas Zúñiga  |
|            | Jeriel Valverde |
| Cuarto     | William Mattus  |

| 1     | POR   | Jairo Monge          |     |
| 17    | DEF   | Brayner Gómez        |     |
| 5     | DEF   | Martín Jiménez       | 59' |
| 14    | DEF   | Humberto Harding     |     |
| 6     | DEF   | Michael Gamboa       |     |
| 4     | MED   | Diego Serrano        |     |
| 7     | MED   | José Morales         |     |
| 21    | MED   | Daniel Vargas        | 60' |
| 8     | MED   | Giovannie Cantillano |     |
| 22    | DEL   | Yonder Pizarro       |     |
| 18    | DEL   | Henry Cooper         |     |
| D. T. | D. T. | Alejandro Larrea     |     |

| 35    | POR   | Carlos Méndez     |     |
| 2     | DEF   | Randall Row       |     |
| 18    | DEF   | Josimar Olivero   |     |
| 12    | DEF   | Irving Calderón   |     |
| 29    | DEF   | Rigoberto Jiménez |     |
| 5     | MED   | Luis Flores       |     |
| 20    | MED   | Henry Bermúdez    | 68' |
| 11    | MED   | Rodrigo Garita    |     |
| 10    | MED   | Bryan Vega        |     |
| 14    | DEL   | Maikel Bermúdez   | 85' |
| 7     | DEL   | Michael Arias     | 79' |
| D. T. | D. T. | Randall Row       |     |

| 11 | Delantero      | Kenneth Dixon | 60' |
| 19 | Centrocampista | Bill Espinoza | 59' |

| 16 | Delantero      | Jaime Valderramos | 68' |
| 8  | Centrocampista | Keveen Torres     | 79' |
| 22 | Delantero      | Carlos Umaña      | 85' |

| 15' · 52' | Henry Cooper Humberto Harding | 1:0 2:1 |

| 47' | Michael Arias | 1:1 |

| 34' · 42' · 81' | José Morales Henry Cooper Humberto Harding |

| 42' | Randall Row |

| Principal  | Rigo Prendas    |
| Asistentes | Douglas Zúñiga  |
|            | Jeriel Valverde |
| Cuarto     | William Mattus  |

#### Final - vuelta
| 35    | POR   | Carlos Méndez     |      |
| 2     | DEF   | Randall Row       |      |
| 18    | DEF   | Josimar Olivero   |      |
| 12    | DEF   | Irving Calderón   |      |
| 29    | DEF   | Rigoberto Jiménez |      |
| 5     | MED   | Luis Flores       |      |
| 7     | MED   | Michael Arias     | 87'  |
| 11    | MED   | Rodrigo Garita    | 119' |
| 10    | MED   | Bryan Vega        |      |
| 9     | DEL   | Jostin Daly       |      |
| 14    | DEL   | Maikel Bermúdez   | 46'  |
| D. T. | D. T. | Randall Row       |      |

| 1     | POR   | Jairo Monge        |     |
| 17    | DEF   | Brayner Gómez      |     |
| 24    | DEF   | Krisler Villalobos |     |
| 14    | DEF   | Humberto Harding   | 54' |
| 6     | DEF   | Michael Gamboa     |     |
| 4     | MED   | Diego Serrano      |     |
| 7     | MED   | José Morales       |     |
| 21    | MED   | Daniel Vargas      |     |
| 5     | MED   | Martín Jiménez     |     |
| 22    | DEL   | Yonder Pizarro     | 61' |
| 18    | DEL   | Henry Cooper       | 70' |
| D. T. | D. T. | Alejandro Larrea   |     |

| 16 | Delantero      | Jaime Valderramos | 46'  |
| 20 | Centrocampista | Henry Bermúdez    | 87'  |
| 6  | Centrocampista | Jordan Fernández  | 119' |

| 8  | Centrocampista | Giovannie Cantillano | 54'     |
| 19 | Centrocampista | Bill Espinoza        | 61'     |
| 11 | Delantero      | Kenneth Dixon        | 70' 91' |
| 10 | Centrocampista | Carlos Ruiz          | 91'     |

| 48' · 73' · 103' | Jaime Valderramos Jostin Daly Randall Row | 1:1 2:1 3:1 |

| 18' | Diego Serrano | 0:1 |

| 11' · 19' · 39' · 52' · 73' | Josimar Olivero Michael Arias Luis Flores Carlos Méndez Jostin Daly |

| 19' · 62' · 76' · 85' · 98' | Diego Serrano Jairo Monge Giovannie Cantillano Kenneth Dixon Carlos Ruiz |

| Principal  | Brayan Cruz     |
| Asistentes | Víctor Robles   |
|            | Danny Sojo      |
| Cuarto     | Steven Madrigal |

| 35    | POR   | Carlos Méndez     |      |
| 2     | DEF   | Randall Row       |      |
| 18    | DEF   | Josimar Olivero   |      |
| 12    | DEF   | Irving Calderón   |      |
| 29    | DEF   | Rigoberto Jiménez |      |
| 5     | MED   | Luis Flores       |      |
| 7     | MED   | Michael Arias     | 87'  |
| 11    | MED   | Rodrigo Garita    | 119' |
| 10    | MED   | Bryan Vega        |      |
| 9     | DEL   | Jostin Daly       |      |
| 14    | DEL   | Maikel Bermúdez   | 46'  |
| D. T. | D. T. | Randall Row       |      |

| 1     | POR   | Jairo Monge        |     |
| 17    | DEF   | Brayner Gómez      |     |
| 24    | DEF   | Krisler Villalobos |     |
| 14    | DEF   | Humberto Harding   | 54' |
| 6     | DEF   | Michael Gamboa     |     |
| 4     | MED   | Diego Serrano      |     |
| 7     | MED   | José Morales       |     |
| 21    | MED   | Daniel Vargas      |     |
| 5     | MED   | Martín Jiménez     |     |
| 22    | DEL   | Yonder Pizarro     | 61' |
| 18    | DEL   | Henry Cooper       | 70' |
| D. T. | D. T. | Alejandro Larrea   |     |

| 16 | Delantero      | Jaime Valderramos | 46'  |
| 20 | Centrocampista | Henry Bermúdez    | 87'  |
| 6  | Centrocampista | Jordan Fernández  | 119' |

| 8  | Centrocampista | Giovannie Cantillano | 54'     |
| 19 | Centrocampista | Bill Espinoza        | 61'     |
| 11 | Delantero      | Kenneth Dixon        | 70' 91' |
| 10 | Centrocampista | Carlos Ruiz          | 91'     |

| 48' · 73' · 103' | Jaime Valderramos Jostin Daly Randall Row | 1:1 2:1 3:1 |

| 18' | Diego Serrano | 0:1 |

| 11' · 19' · 39' · 52' · 73' | Josimar Olivero Michael Arias Luis Flores Carlos Méndez Jostin Daly |

| 19' · 62' · 76' · 85' · 98' | Diego Serrano Jairo Monge Giovannie Cantillano Kenneth Dixon Carlos Ruiz |

| Principal  | Brayan Cruz     |
| Asistentes | Víctor Robles   |
|            | Danny Sojo      |
| Cuarto     | Steven Madrigal |

| 35    | POR   | Carlos Méndez     |      |
| 2     | DEF   | Randall Row       |      |
| 18    | DEF   | Josimar Olivero   |      |
| 12    | DEF   | Irving Calderón   |      |
| 29    | DEF   | Rigoberto Jiménez |      |
| 5     | MED   | Luis Flores       |      |
| 7     | MED   | Michael Arias     | 87'  |
| 11    | MED   | Rodrigo Garita    | 119' |
| 10    | MED   | Bryan Vega        |      |
| 9     | DEL   | Jostin Daly       |      |
| 14    | DEL   | Maikel Bermúdez   | 46'  |
| D. T. | D. T. | Randall Row       |      |

| 1     | POR   | Jairo Monge        |     |
| 17    | DEF   | Brayner Gómez      |     |
| 24    | DEF   | Krisler Villalobos |     |
| 14    | DEF   | Humberto Harding   | 54' |
| 6     | DEF   | Michael Gamboa     |     |
| 4     | MED   | Diego Serrano      |     |
| 7     | MED   | José Morales       |     |
| 21    | MED   | Daniel Vargas      |     |
| 5     | MED   | Martín Jiménez     |     |
| 22    | DEL   | Yonder Pizarro     | 61' |
| 18    | DEL   | Henry Cooper       | 70' |
| D. T. | D. T. | Alejandro Larrea   |     |

| 16 | Delantero      | Jaime Valderramos | 46'  |
| 20 | Centrocampista | Henry Bermúdez    | 87'  |
| 6  | Centrocampista | Jordan Fernández  | 119' |

| 8  | Centrocampista | Giovannie Cantillano | 54'     |
| 19 | Centrocampista | Bill Espinoza        | 61'     |
| 11 | Delantero      | Kenneth Dixon        | 70' 91' |
| 10 | Centrocampista | Carlos Ruiz          | 91'     |

| 48' · 73' · 103' | Jaime Valderramos Jostin Daly Randall Row | 1:1 2:1 3:1 |

| 18' | Diego Serrano | 0:1 |

| 11' · 19' · 39' · 52' · 73' | Josimar Olivero Michael Arias Luis Flores Carlos Méndez Jostin Daly |

| 19' · 62' · 76' · 85' · 98' | Diego Serrano Jairo Monge Giovannie Cantillano Kenneth Dixon Carlos Ruiz |

| Principal  | Brayan Cruz     |
| Asistentes | Víctor Robles   |
|            | Danny Sojo      |
| Cuarto     | Steven Madrigal |

| 35    | POR   | Carlos Méndez     |      |
| 2     | DEF   | Randall Row       |      |
| 18    | DEF   | Josimar Olivero   |      |
| 12    | DEF   | Irving Calderón   |      |
| 29    | DEF   | Rigoberto Jiménez |      |
| 5     | MED   | Luis Flores       |      |
| 7     | MED   | Michael Arias     | 87'  |
| 11    | MED   | Rodrigo Garita    | 119' |
| 10    | MED   | Bryan Vega        |      |
| 9     | DEL   | Jostin Daly       |      |
| 14    | DEL   | Maikel Bermúdez   | 46'  |
| D. T. | D. T. | Randall Row       |      |

| 1     | POR   | Jairo Monge        |     |
| 17    | DEF   | Brayner Gómez      |     |
| 24    | DEF   | Krisler Villalobos |     |
| 14    | DEF   | Humberto Harding   | 54' |
| 6     | DEF   | Michael Gamboa     |     |
| 4     | MED   | Diego Serrano      |     |
| 7     | MED   | José Morales       |     |
| 21    | MED   | Daniel Vargas      |     |
| 5     | MED   | Martín Jiménez     |     |
| 22    | DEL   | Yonder Pizarro     | 61' |
| 18    | DEL   | Henry Cooper       | 70' |
| D. T. | D. T. | Alejandro Larrea   |     |

| 16 | Delantero      | Jaime Valderramos | 46'  |
| 20 | Centrocampista | Henry Bermúdez    | 87'  |
| 6  | Centrocampista | Jordan Fernández  | 119' |

| 8  | Centrocampista | Giovannie Cantillano | 54'     |
| 19 | Centrocampista | Bill Espinoza        | 61'     |
| 11 | Delantero      | Kenneth Dixon        | 70' 91' |
| 10 | Centrocampista | Carlos Ruiz          | 91'     |

| 48' · 73' · 103' | Jaime Valderramos Jostin Daly Randall Row | 1:1 2:1 3:1 |

| 18' | Diego Serrano | 0:1 |

| 11' · 19' · 39' · 52' · 73' | Josimar Olivero Michael Arias Luis Flores Carlos Méndez Jostin Daly |

| 19' · 62' · 76' · 85' · 98' | Diego Serrano Jairo Monge Giovannie Cantillano Kenneth Dixon Carlos Ruiz |

| Principal  | Brayan Cruz     |
| Asistentes | Víctor Robles   |
|            | Danny Sojo      |
| Cuarto     | Steven Madrigal |

|                                      |
| Campeón Apertura 2019 Sporting F. C. |

## Estadísticas

### Máximos goleadores
Lista con los máximos goleadores de la competencia.
Datos actualizados a 22 de diciembre de 2019 y según página oficial.
| Núm. | Jugador              | Equipo                    | Goles |
| ---- | -------------------- | ------------------------- | ----- |
| 1°   | Jostin Daly          | Sporting F. C.            | 15    |
| 2°   | Kennedy Rocha        | A. D. Juventud Escazuceña | 11    |
| 3°   | Fabrizio Ronchetti   | A. D. Carmelita           | 10    |
| 3°   | Henry Cooper         | Puerto Golfito F. C.      | 10    |
| 3°   | Steven Cárdenas      | A. D. Barrio México       | 10    |
| 6°   | Bryan Jiménez        | A. D. Juventud Escazuceña | 9     |
| 6°   | Bryan Vega           | Sporting F. C.            | 9     |
| 6°   | Jefry Montoya        | Municipal Garabito        | 9     |
| 6°   | Johnny Woodly        | A. D. Barrio México       | 9     |
| 6°   | Lopsang Balmaceda    | C. S. Uruguay             | 9     |
| 6°   | Luis Carlos Fallas   | A. D. Carmelita           | 9     |
| 12°  | Berny Solórzano      | A. D. COFUTPA             | 8     |
| 12°  | José Alvarado        | A. D. Rosario             | 8     |
| 14°  | Cristian Carrillo    | Puntarenas F. C.          | 7     |
| 14°  | John Vizcaíno        | A. D. Guanacasteca        | 7     |
| 14°  | Walter Villalobos    | Municipal San Ramón       | 7     |
| 14°  | Yordi Matarrita      | Curridabat F. C.          | 7     |
| 18°  | Bryan Solórzano      | A. D. COFUTPA             | 6     |
| 18°  | Leandro Meis         | A. D. Carmelita           | 6     |
| 18°  | Luis Cervantes       | A. D. Guanacasteca        | 6     |
| 21°  | Anthony Rosales      | A. D. Santa Rosa          | 5     |
| 21°  | César Ramón Gómez    | Municipal Santa Ana       | 5     |
| 21°  | Chimdum Mez          | Fútbol Consultants        | 5     |
| 21°  | Diego Serrano        | Puerto Golfito F. C.      | 5     |
| 21°  | Jonathan Sánchez     | Municipal Garabito        | 5     |
| 21°  | Rodrigo Garita       | Sporting F. C.            | 5     |
| 27°  | Aarón Cordero        | Municipal Santa Ana       | 4     |
| 27°  | Alejandro Ruiz       | Fútbol Consultants        | 4     |
| 27°  | Daniel Jiménez       | A. D. Juventud Escazuceña | 4     |
| 27°  | Esteban Cano         | A. D. Juventud Escazuceña | 4     |
| 27°  | Jaime Valderramos    | Sporting F. C.            | 4     |
| 27°  | Kevin Díaz           | Municipal Turrialba       | 4     |
| 27°  | Kirth McLean         | A. D. COFUTPA             | 4     |
| 27°  | Yurguin Román        | A. D. Rosario             | 4     |
| 35°  | Andrés Calderón      | Curridabat F. C.          | 3     |
| 35°  | Axel Quirós          | Puntarenas F. C.          | 3     |
| 35°  | Brayner Gómez        | Puerto Golfito F. C.      | 3     |
| 35°  | Diego Díaz           | C. S. Uruguay             | 3     |
| 35°  | Diego Reynoso        | Curridabat F. C.          | 3     |
| 35°  | Édgar Chacón         | A. D. Juventud Escazuceña | 3     |
| 35°  | Erick Barahona       | A. D. COFUTPA             | 3     |
| 35°  | Esyin Cordero        | Municipal Garabito        | 3     |
| 35°  | Gustavo Hernández    | A. D. Rosario             | 3     |
| 35°  | Jefry Montenegro     | A. D. Juventud Escazuceña | 3     |
| 35°  | Johan Condega        | A. D. Barrio México       | 3     |
| 35°  | John Carlson         | A. D. COFUTPA             | 3     |
| 35°  | Jonathan Zárate      | A. D. COFUTPA             | 3     |
| 35°  | José Martínez        | Puntarenas F. C.          | 3     |
| 35°  | José Rodríguez       | Municipal Liberia         | 3     |
| 35°  | Joshua Ulate         | A. D. Rosario             | 3     |
| 35°  | Josué Quedo          | A. D. Carmelita           | 3     |
| 35°  | Luis González        | A. D. Rosario             | 3     |
| 35°  | Malik Rodríguez      | Fútbol Consultants        | 3     |
| 35°  | Mario Centeno        | Puntarenas F. C.          | 3     |
| 35°  | Óscar Viales         | Municipal Liberia         | 3     |
| 35°  | Pablo Ortega         | Curridabat F. C.          | 3     |
| 35°  | Paulo Méndez         | Municipal Liberia         | 3     |
| 35°  | Rodolfo Montiel      | Municipal Liberia         | 3     |
| 35°  | Royner Badilla       | C. S. Uruguay             | 3     |
| 60°  | Abraham Cordero      | Municipal Santa Ana       | 2     |
| 60°  | Aczel Salguero       | A. D. Barrio México       | 2     |
| 60°  | Adrián Villarreal    | Municipal Liberia         | 2     |
| 60°  | Allan Duarte         | A. D. Barrio México       | 2     |
| 60°  | Anderson Andrade     | A. D. Barrio México       | 2     |
| 60°  | Andrés Vargas        | A. D. Carmelita           | 2     |
| 60°  | Andy Alfaro          | Curridabat F. C.          | 2     |
| 60°  | Daniel Hernández     | Curridabat F. C.          | 2     |
| 60°  | Daniel Vargas        | Puerto Golfito F. C.      | 2     |
| 60°  | Eduardo Valverde     | Municipal Turrialba       | 2     |
| 60°  | Emmanuel Vargas      | Municipal Santa Ana       | 2     |
| 60°  | Geykel Wales         | A. D. COFUTPA             | 2     |
| 60°  | Hollman Mairena      | Municipal San Ramón       | 2     |
| 60°  | Jhon Jairo Lara      | A. D. Carmelita           | 2     |
| 60°  | Jimmy García         | A. D. Santa Rosa          | 2     |
| 60°  | John Sandí           | Puntarenas F. C.          | 2     |
| 60°  | José Luis Pérez      | Municipal Liberia         | 2     |
| 60°  | José Villalobos      | Municipal San Ramón       | 2     |
| 60°  | Juan Carlos Martínez | A. D. Guanacasteca        | 2     |
| 60°  | Kenneth Dixon        | Puerto Golfito F. C.      | 2     |
| 60°  | Keylor Ramírez       | Puntarenas F. C.          | 2     |
| 60°  | Luis Ángel Dinarte   | A. D. Santa Rosa          | 2     |
| 60°  | Marco Chávez         | Municipal Santa Ana       | 2     |
| 60°  | Maykel Bermúdez      | Sporting F. C.            | 2     |
| 60°  | Michael Arias        | Sporting F. C.            | 2     |
| 60°  | Michael Gamboa       | Puerto Golfito F. C.      | 2     |
| 60°  | Raúl Leguías         | A. D. Santa Rosa          | 2     |
| 60°  | Rawy Rodríguez       | A. D. Carmelita           | 2     |
| 60°  | Ronald Solano        | Curridabat F. C.          | 2     |
| 60°  | Steven Ramos         | Municipal San Ramón       | 2     |
| 60°  | Tomás Fonseca        | Municipal Santa Ana       | 2     |
| 60°  | Yonder Pizarro       | Puerto Golfito F. C.      | 2     |
| 60°  | Yoserth Hernández    | Municipal San Ramón       | 2     |
| 60°  | Yosimar Arias        | A. D. Guanacasteca        | 2     |
| 94°  | Alejandro Morera     | A. D. COFUTPA             | 1     |
| 94°  | Alex Matarrita       | A. D. Guanacasteca        | 1     |
| 94°  | Andrés Cruz          | Municipal Garabito        | 1     |
| 94°  | Andrés Montalbán     | Fútbol Consultants        | 1     |
| 94°  | Andrés Castro        | A. D. Juventud Escazuceña | 1     |
| 94°  | Andy Cedeño          | Municipal Garabito        | 1     |
| 94°  | Ariel Contreras      | Puntarenas F. C.          | 1     |
| 94°  | Ariel Herrera        | A. D. Guanacasteca        | 1     |
| 94°  | Bill Espinoza        | Puerto Golfito F. C.      | 1     |
| 94°  | Bryan Porras         | Municipal Garabito        | 1     |
| 94°  | Carlos Viales        | Municipal Liberia         | 1     |
| 94°  | César Carrillo†      | Puerto Golfito F. C.      | 1     |
| 94°  | César López          | A. D. Juventud Escazuceña | 1     |
| 94°  | Cristhofer Vásquez   | A. D. Guanacasteca        | 1     |
| 94°  | Daniel Quesada       | Curridabat F. C.          | 1     |
| 94°  | Daniel Vargas        | A. D. Santa Rosa          | 1     |
| 94°  | Danny Rojas          | Municipal San Ramón       | 1     |
| 94°  | Emerson Marín        | Municipal Santa Ana       | 1     |
| 94°  | Emmanuel Pérez       | C. S. Uruguay             | 1     |
| 94°  | Erick Samudio        | A. D. Rosario             | 1     |
| 94°  | Erick Zúñiga         | A. D. Carmelita           | 1     |
| 94°  | Esteban Muñoz        | Municipal Turrialba       | 1     |
| 94°  | Fabián Araya         | A. D. Rosario             | 1     |
| 94°  | Francisco Wallace    | C. S. Uruguay             | 1     |
| 94°  | Giovannie Cantillano | Puerto Golfito F. C.      | 1     |
| 94°  | Henry Bermúdez       | Sporting F. C.            | 1     |
| 94°  | Humberto Harding     | Puerto Golfito F. C.      | 1     |
| 94°  | Isaac Garro          | Fútbol Consultants        | 1     |
| 94°  | Jason Correa         | Municipal Turrialba       | 1     |
| 94°  | Javier Rosales       | A. D. Santa Rosa          | 1     |
| 94°  | Jean Carlo Chávez    | Municipal Turrialba       | 1     |
| 94°  | Jean Carlo Díaz      | Municipal San Ramón       | 1     |
| 94°  | Jesús Chávez         | Municipal Santa Ana       | 1     |
| 94°  | Jody Stewart         | Fútbol Consultants        | 1     |
| 94°  | Joram Fernández      | Fútbol Consultants        | 1     |
| 94°  | Jordan Díaz          | A. D. Barrio México       | 1     |
| 94°  | Jorge Hidalgo        | A. D. Carmelita           | 1     |
| 94°  | Jorge Muñoz          | Municipal Turrialba       | 1     |
| 94°  | José Morales         | Puerto Golfito F. C.      | 1     |
| 94°  | José Luis Quirós     | A. D. Juventud Escazuceña | 1     |
| 94°  | José Zamora          | Municipal Turrialba       | 1     |
| 94°  | Josep Valerio        | A. D. Barrio México       | 1     |
| 94°  | Joseph Carmona       | A. D. Santa Rosa          | 1     |
| 94°  | Joshua Díaz          | Municipal Garabito        | 1     |
| 94°  | Joshua Francis       | Municipal San Ramón       | 1     |
| 94°  | Josué Serrano        | C. S. Uruguay             | 1     |
| 94°  | Juan Pablo Fallas    | Fútbol Consultants        | 1     |
| 94°  | Junior Mendoza       | Municipal San Ramón       | 1     |
| 94°  | Kevin Hernández      | A. D. Rosario             | 1     |
| 94°  | Kevin Sánchez        | Municipal Turrialba       | 1     |
| 94°  | Kijell Medina        | C. S. Uruguay             | 1     |
| 94°  | Krisler Villalobos   | Puerto Golfito F. C.      | 1     |
| 94°  | Lenín Montano        | A. D. Santa Rosa          | 1     |
| 94°  | Luis Flores          | Sporting F. C.            | 1     |
| 94°  | Luis Ángel García    | A. D. Barrio México       | 1     |
| 94°  | Luis Víquez          | Puntarenas F. C.          | 1     |
| 94°  | Manuel Flores        | A. D. Guanacasteca        | 1     |
| 94°  | Marco Gutiérrez      | Municipal San Ramón       | 1     |
| 94°  | Mario Ramírez        | A. D. Rosario             | 1     |
| 94°  | Osvaldo Gómez        | A. D. Rosario             | 1     |
| 94°  | Pablo Zúñiga         | A. D. Carmelita           | 1     |
| 94°  | Pedro Leal           | Puntarenas F. C.          | 1     |
| 94°  | Rachit Gómez         | Puntarenas F. C.          | 1     |
| 94°  | Randall Row          | Sporting F. C.            | 1     |
| 94°  | Randy Taylor         | Municipal Santa Ana       | 1     |
| 94°  | Raúl López           | C. S. Uruguay             | 1     |
| 94°  | Reiby Smith          | A. D. Juventud Escazuceña | 1     |
| 94°  | Richard Castañeda    | A. D. Juventud Escazuceña | 1     |
| 94°  | Rodrigo Apestegui    | Municipal Santa Ana       | 1     |
| 94°  | Roger Díaz           | A. D. Guanacasteca        | 1     |
| 94°  | Roger Jiménez        | Municipal Liberia         | 1     |
| 94°  | Ronald León          | Municipal Turrialba       | 1     |
| 94°  | Sergio Alfaro        | Fútbol Consultants        | 1     |
| 94°  | Steven Granados      | Municipal San Ramón       | 1     |
| 94°  | Víctor Gutiérrez     | Municipal Turrialba       | 1     |
| 94°  | William Ocampo       | C. S. Uruguay             | 1     |
| 94°  | Yader Balladares     | A. D. Barrio México       | 1     |
| 94°  | Yousser Rodríguez    | Municipal Turrialba       | 1     |

#### Tripletes o más
Jugadores que marcaron tres o más goles en un solo partido.
| Jugador       | Local         | Resultado | Visita     | Goles              | Fecha            | Jornada |
| ------------- | ------------- | --------- | ---------- | ------------------ | ---------------- | ------- |
| José Alvarado | Rosario       | 3 - 2     | San Ramón  | 17', 81', 89'      | 3 de agosto      | 2       |
| Jostin Daly   | Curridabat    | 3 - 5     | Sporting   | 7', 44', 46'       | 21 de septiembre | 10      |
| Johnny Woodly | Barrio México | 7 - 0     | San Ramón  | 55', 59', 61', 90' | 22 de septiembre | 10      |
| Jostin Daly   | Sporting      | 3 - 1     | Uruguay    | 18', 75', 82'      | 5 de octubre     | 13      |
| Kennedy Rocha | Consultants   | 2 - 3     | Escazuceña | 19', 47', 52'      | 19 de octubre    | 15      |

#### Autogoles
A continuación se detallan los autogoles marcados a lo largo de la temporada.
| Fecha            | Jugador         | Minuto | Local         |  | Resultado |  | Visitante  | Jornada |
| ---------------- | --------------- | ------ | ------------- |  | --------- |  | ---------- | ------- |
| 1 de septiembre  | José García     | 49'    | Garabito      |  | 2 - 2     |  | Uruguay    | 7       |
| 21 de septiembre | Andrés Castro   | 41'    | Uruguay       |  | 3 - 1     |  | Escazuceña | 10      |
| 29 de septiembre | Kenneth Pereira | 80'    | Turrialba     |  | 1 - 2     |  | Curridabat | 12      |
| 27 de octubre    | Johnny Woodly   | 35'    | Barrio México |  | 1 - 2     |  | Liberia    | 16      |
| 10 de noviembre  | Eduardo Temple  | 40'    | Carmelita     |  | 6 - 0     |  | San Ramón  | 18      |

### Once ideal de la jornada
| Once ideal de la jornada | Once ideal de la jornada         | Once ideal de la jornada                                                                                   | Once ideal de la jornada | Once ideal de la jornada                                                                  | Once ideal de la jornada            |
| Jornada                  | Portero                          | Defensas                                                                                                   | Centrocampistas | Delanteros                                                                                | Entrenador                          |
| ------------------------ | -------------------------------- | --- | --- | ----------------------------------------------------------------------------------------- | ----------------------------------- |
| 1                        | Víctor Castro (Santa Rosa)       | Alejo Daivez (San Ramón) Esteban Cano (Escazuceña) Joram Fernández (Consultants) Leandro Meis (Carmelita)  | Joshua Francis (San Ramón) Ricardo Castro (Rosario) Yordi Matarrita (Curridabat) Raúl López (Uruguay)                                             | Raúl Leguías (Santa Rosa) Chimdum Mez (Consultants)                                       | Édgar Carvajal (Curridabat)         |
| 2                        | Brandon Solórzano (COFUTPA)      | Tomás Fonseca (Santa Ana) Martín Jiménez (Golfito) Jonathan Zárate (COFUTPA)                               | José Zamora (Turrialba) Esyin Cordero (Garabito) Ignacio Salomón (Carmelita) Anderson Andrade (Barrio México)                                     | José Alvarado (Rosario) Cristian Carrillo (Puntarenas) Chimdum Mez (Consultants)          | Rolando Araya (COFUTPA)             |
| 3                        | Esteban Carrillo (San Ramón)     | Yurguin Román (Rosario) Joram Fernández (Consultants) Jhon Jairo Lara (Carmelita)                          | Rodrigo Garita (Sporting) Diego Serrano (Golfito) Luis Carlos Fallas (Carmelita) Jonathan Sánchez (Garabito)                                      | José Alvarado (Rosario) Walter Villalobos (San Ramón) Ronald Solano (Curridabat)          | Glen Blanco (Santa Rosa)            |
| 4                        | Kenneth Villalobos (San Ramón)   | Andrés Castro (Escazuceña) Esteban Cano (Escazuceña) Tomás Fonseca (Santa Ana) Jhon Jairo Lara (Carmelita) | Juan Diego Ruiz (Garabito) Royner Badilla (Uruguay) Jefry Montoya (Garabito)                                                                      | Yoserth Hernández (San Ramón) Cristian Carrillo (Puntarenas) Erick Zúñiga (Carmelita)     | Fernando Palomeque (Carmelita)      |
| 5                        | Erick Samudio (Rosario)          | Andrés Calderón (Curridabat) Ariel Contreras (Puntarenas) Leandro Meis (Carmelita)                         | Luis Carlos Fallas (Carmelita) Hollman Mairena (San Ramón) Jonathan Sánchez (Garabito) Carlos Viales (Liberia)                                    | Bryan Vega (Sporting) Cristian Carrillo (Puntarenas) Malik Rodríguez (Fútbol Consultants) | Édgar Carvajal (Curridabat)         |
| 6                        | Randall Aguinaga (Guanacasteca)  | Jeisson Peña (Puntarenas) Alex Matarrita (Guanacasteca) Juan Luis Pérez (Liberia)                          | Diego Serrano (Golfito) Aarón Cordero (Santa Ana) Berny Solórzano (COFUTPA) Jefry Montoya (Garabito)                                              | Kennedy Rocha (Escazuceña) Geykel Wales (COFUTPA) Anthony Rosales (Santa Rosa)            | Luis Fernando Fallas (Guanacasteca) |
| 7                        | Luis Diego Chaves (Santa Ana)    | Yader Balladares (Barrio México) Jorge Davis (Turrialba) Agustín Montero (Sporting)                        | José Alvarado (Rosario) Nicholas Thomsen (Uruguay) Alejandro Porras (Garabito) Carlos Viales (Liberia)                                            | Fabrizio Ronchetti (Carmelita) Cristian Carrillo (Puntarenas) Kennedy Rocha (Escazuceña)  | Diego Giacone (Escazuceña)          |
| 8                        | Leiner Araya (Liberia)           | Esteban Cano (Escazuceña) Tomás Fonseca (Santa Ana) Darío Coronado (Santa Rosa)                            | Daniel Vargas (Golfito) Luis Flores (Sporting) Luis Cervantes (Guanacasteca) Abraham Delgado (Santa Ana) Berny Solórzano (COFUTPA)                | Cristian Carrillo (Puntarenas) Steven Cárdenas (Barrio México)                            | César Eduardo Méndez (Santa Ana)    |
| 9                        | Leiner Araya (Liberia)           | Jorge Muñoz (Turrialba) Mario Ramírez (Rosario) Juan Luis Pérez (Liberia)                                  | Allan Duarte (Barrio México) Luis Carlos Fallas (Carmelita) César Carrillo† (Golfito) Malik Rodríguez (Consultants) Walter Villalobos (San Ramón) | Maykel Bermúdez (Sporting) Kennedy Rocha (Escazuceña)                                     | Alejandro Larrea (Golfito)          |
| 10                       | Jean Carlo Gutiérrez (Turrialba) | Yurguin Román (Rosario) Michael Gamboa (Golfito) Daniel Vargas (Santa Rosa)                                | Jefry Montoya (Garabito) Rodrigo Garita (Sporting) Yehicol Bejarano (Guanacasteca) John Carlson (COFUTPA)                                         | Jostin Daly (Sporting) Johnny Woodly (Barrio México) Lopsang Balmaceda (Uruguay)          | Randall Row (Sporting)              |
| 11                       | Sergio Alfaro (Consultants)      | Yurguin Román (Rosario) Rawy Rodríguez (Carmelita) José Luis Quirós (Escazuceña)                           | Daniel Quesada (Curridabat) Luis Carlos Fallas (Carmelita) Felipe Reyes (Santa Ana) José Rodríguez (Liberia)                                      | Jostin Daly (Sporting) Johnny Woodly (Barrio México) Henry Cooper (Golfito)               | Hernán Carlisi (Liberia)            |
| 12                       | Erick Samudio (Rosario)          | Kevin Vega (Curridabat) Francisco Wallace (Uruguay) Lenín Montano (Santa Rosa) Johel Montero (Uruguay)     | Keylor Ramírez (Puntarenas) Luis Carlos Fallas (Carmelita) Jonathan Sánchez (Garabito)                                                            | Fabrizio Ronchetti (Carmelita) Johnny Woodly (Barrio México) Jostin Daly (Sporting)       | Fernando Palomeque (Carmelita)      |
| 13                       | Samuel Gómez (Curridabat)        | Yurguin Román (Rosario) Alex Matarrita (Guanacasteca) Leandro Meis (Carmelita)                             | José Pablo Navarro (Curridabat) Marco Chaves (Santa Ana) Óscar Viales (Liberia) Yosimar Arias (Guanacasteca) Berny Solórzano (COFUTPA)            | Jostin Daly (Sporting) Paulo Méndez (Liberia)                                             | Randall Chacón (Guanacasteca)       |
| 14                       | Iván Acuña (Barrio México)       | William Ocampo (Uruguay) Juan Luis Pérez (Liberia) Bryan Espinoza (Sporting) José Luis Quirós (Escazuceña) | Andrés Montalbán (Consultants) Aarón Cordero (Santa Ana) Eduardo Valverde (Turrialba) Josué Quedo (Carmelita)                                     | César Ramón Gómez (Santa Ana) Fabrizio Ronchetti (Carmelita)                              | César Eduardo Méndez (Santa Ana)    |
| 15                       | Anthony Velásquez (Garabito)     | Yurguin Román (Rosario) Brayner Gómez (Golfito) José Martínez (Puntarenas)                                 | Ignacio Arroyo (Guanacasteca) Diego Díaz (Uruguay) Andy Cedeño (Garabito) Adrián Villarreal (Liberia)                                             | Kennedy Rocha (Escazuceña) Steven Cárdenas (Barrio México) John Carlson (COFUTPA)         | Carlos Watson (Uruguay)             |
| 16                       | Jairo Monge (Golfito)            | Jorge Hidalgo (Carmelita) José Morales (Golfito) Joshua Mena (Garabito)                                    | Marco Chávez (Santa Ana) Daniel Vargas (Golfito) Cristian Blanco (Escazuceña) Berny Solórzano (COFUTPA)                                           | Felipe Chin (Guanacasteca) Rodolfo Montiel (Liberia) Jefry Montoya (Garabito)             | Hernán Carlisi (Liberia)            |
| 17                       | Iván Acuña (Barrio México)       | Brayner Gómez (Golfito) Alex Matarrita (Guanacasteca) Lenín Montano (Santa Rosa)                           | Óscar Viales (Liberia) Jonathan Sánchez (Garabito) Alejandro Morera (COFUTPA) Bill Espinoza (Golfito)                                             | Bryan Vega (Sporting) Lopsang Balmaceda (Uruguay) Steven Cárdenas (Barrio México)         | Rolando Araya (COFUTPA)             |
| 18                       | Randall Aguinaga (Guanacasteca)  | Francisco Wallace (Uruguay) Joseph Valerio (Barrio México) José Luis Quirós (Escazuceña)                   | Bryan Abarca (Curridabat) Alejandro Ruiz (Consultants) Josué Quedo (Carmelita) Aczel Salguero (Barrio México)                                     | Henry Cooper (Golfito) Kirth McLean (COFUTPA) Jostin Daly (Sporting)                      | Alfredo Morales (Barrio México)     |
| Clasificación            | Anthony Velásquez (Garabito)     | Yurguin Román (Rosario) Esteban Cano (Escazuceña) Brayner Gómez (Golfito) José Luis Quirós (Escazuceña)    | Luis Carlos Fallas (Carmelita) Berny Solórzano (COFUTPA) Steven Cárdenas (Barrio México)                                                          | Fabrizio Ronchetti (Carmelita) Jostin Daly (Sporting) Kennedy Rocha (Escazuceña)          | Fernando Palomeque (Carmelita)      |
| 1/4 ida                  | Anthony Velásquez (Garabito)     | Leonel Peralta (Carmelita) Brayner Gómez (Golfito) Joshua Ulate (Rosario)                                  | Bryan Solórzano (COFUTPA) Daniel Jiménez (Escazuceña) Alejandro Porras (Garabito) Daniel Vargas (Golfito)                                         | Bryan Vega (Sporting) Kirth McLean (COFUTPA) Steven Cárdenas (Barrio México)              | Alfredo Morales (Barrio México)     |
| 1/4 vuelta               | Anthony Velásquez (Garabito)     | Rigoberto Jiménez (Sporting) Michael Gamboa (Golfito) Esteban Cano (Escazuceña) César López (Escazuceña)   | Rodrigo Garita (Sporting) Esyin Cordero (Garabito) Daniel Vargas (Golfito)                                                                        | Bryan Vega (Sporting) Henry Cooper (Golfito) Kennedy Rocha (Escazuceña)                   | Gustavo Martínez (Garabito)         |
| 1/2 ida                  | Carlos Méndez (Sporting)         | Esteban Cano (Escazuceña) César López (Escazuceña) Giovannie Cantillano (Golfito)                          | Andy Cedeño (Garabito) Rodrigo Garita (Sporting) Daniel Vargas (Golfito) Alejandro Porras (Garabito)                                              | Henry Cooper (Golfito) Jostin Daly (Sporting) Édgar Chacón (Escazuceña)                   | Randall Row (Sporting)              |
| 1/2 vuelta               | Jairo Monge (Golfito)            | Rigoberto Jiménez (Sporting) Martín Jiménez (Golfito) Randall Row (Sporting)                               | Giovannie Cantillano (Golfito) Kennedy Rocha (Escazuceña) Esyin Cordero (Garabito) Daniel Vargas (Golfito)                                        | Jefry Montoya (Garabito) Jostin Daly (Sporting) Bryan Vega (Sporting)                     | Alejandro Larrea (Golfito)          |
| Final ida                | Jairo Monge (Golfito)            | Martín Jiménez (Golfito) Brayner Gómez (Golfito) Humberto Harding (Golfito)                                | Giovannie Cantillano (Golfito) Luis Flores (Sporting) Rodrigo Garita (Sporting) Michael Arias (Sporting)                                          | Maikel Bermúdez (Sporting) Henry Cooper (Golfito) Daniel Vargas (Golfito)                 | Alejandro Larrea (Golfito)          |

### Jugador de la jornada
| Jugador de la jornada | Jugador de la jornada | Jugador de la jornada     | Jugador de la jornada |
| Jornada               | Jugador               | Equipo                    | Ref.                  |
| --------------------- | --------------------- | ------------------------- | --------------------- |
| 1                     | Víctor Castro         | Santa Rosa                | [ 55 ]                |
| 2                     | José Alvarado         | A. D. Rosario             | [ 56 ]                |
| 3                     | Luis Carlos Fallas    | A. D. Carmelita           | [ 57 ]                |
| 4                     | Yoserth Hernández     | Municipal San Ramón       | [ 58 ]                |
| 5                     | Malik Rodríguez       | Fútbol Consultants        | [ 59 ]                |
| 6                     | Kennedy Rocha         | A. D. Juventud Escazuceña | [ 60 ]                |
| 7                     | José Alvarado         | A. D. Rosario             | [ 61 ]                |
| 8                     | Steven Cárdenas       | A. D. Barrio México       | [ 62 ]                |
| 9                     | César Carrillo†       | Puerto Golfito F. C.      | [ 63 ]                |
| 10                    | Johnny Woodly         | A. D. Barrio México       | [ 64 ]                |
| 11                    | José Rodríguez        | Municipal Liberia         | [ 65 ]                |
| 12                    | Fabrizio Ronchetti    | A. D. Carmelita           | [ 66 ]                |
| 13                    | Jostin Daly           | Sporting F. C.            | [ 67 ]                |
| 14                    | Iván Acuña            | A. D. Barrio México       | [ 68 ]                |
| 15                    | Kennedy Rocha         | A. D. Juventud Escazuceña | [ 69 ]                |
| 16                    | Rodolfo Montiel       | Municipal Liberia         | [ 70 ]                |
| 17                    | Bill Espinoza         | Puerto Golfito F. C.      | [ 71 ]                |
| 18                    | Jostin Daly           | Sporting F. C.            | [ 72 ]                |
| Clasificación         | Kennedy Rocha         | A. D. Juventud Escazuceña | [ 73 ]                |
| 1/4 ida               | Daniel Vargas         | Puerto Golfito F. C.      | [ 74 ]                |
| 1/4 vuelta            | Anthony Velásquez     | Municipal Garabito        | [ 75 ]                |
| 1/2 ida               | Carlos Méndez         | Sporting F. C.            | [ 76 ]                |
| 1/2 vuelta            | Jostin Daly           | Sporting F. C.            | [ 77 ]                |
| Final ida             | Henry Cooper          | Puerto Golfito F. C.      | [ 78 ]                |